# Tarnowskie Góry
Tarnowskie Góry (niem. Tarnowitz) – miasto w południowej Polsce, w województwie śląskim, siedziba powiatu tarnogórskiego, na północnym krańcu Górnośląskiego Okręgu Przemysłowego (GOP), historycznie na Górnym Śląsku.
W latach 1975–1998 miasto administracyjnie należało do województwa katowickiego.
W 2017 tarnogórska Kopalnia rud ołowiu, srebra i cynku wraz z systemem gospodarowania wodami podziemnymi została wpisana na listę światowego dziedzictwa UNESCO.
Według danych GUS z 31 grudnia 2020 r., Tarnowskie Góry liczyły 61 756 mieszkańców i były pod względem liczby ludności osiemnastym miastem w województwie śląskim, a także 67. spośród najludniejszych miast w Polsce. Tarnowskie Góry są największym w Polsce miastem, w którym wybiera się burmistrza, a nie prezydenta miasta.

## Położenie geograficzne
Tarnowskie Góry leżą w środkowo-południowej części powiatu tarnogórskiego. Przez miasto przepływa m.in. Stoła (przez dzielnice Lasowice, Sowice i Strzybnicę), Drama (przez Repty Śląskie) i struga Pniowiec (przez dzielnicę Pniowiec). Miasto leży na skraju Niziny i Wyżyny Śląskiej. Tarnowskie Góry są głównym miastem Garbu Tarnogórskiego.
Najwyższymi wzniesieniami są Sucha Góra (352 m n.p.m.) i Srebrna Góra (347 m n.p.m.) na południu miasta, na granicy z Bytomiem, a najniżej położone są dolina Stoły (254 m n.p.m.) oraz dolina jej dopływu – Granicznej Wody (255 m n.p.m.) w północnej części miasta.
Miasto od Bytomia dzieli 12 km, od Gliwic 22 km, od Katowic 25 km, a od Lublińca 26 km.

## Podział administracyjny
Miasto zajmuje obszar 83,88 km² (w przybliżeniu 13% powierzchni powiatu tarnogórskiego) i od 1998 składa się z 11 dzielnic (będących jednostkami pomocniczymi gminy):
- Bobrowniki Śląskie-Piekary Rudne,
- Lasowice,
- Opatowice,
- Osada Jana,
- Pniowiec,
- Repty Śląskie,
- Rybna,
- Sowice,
- Stare Tarnowice,
- Strzybnica,
- Śródmieście-Centrum.

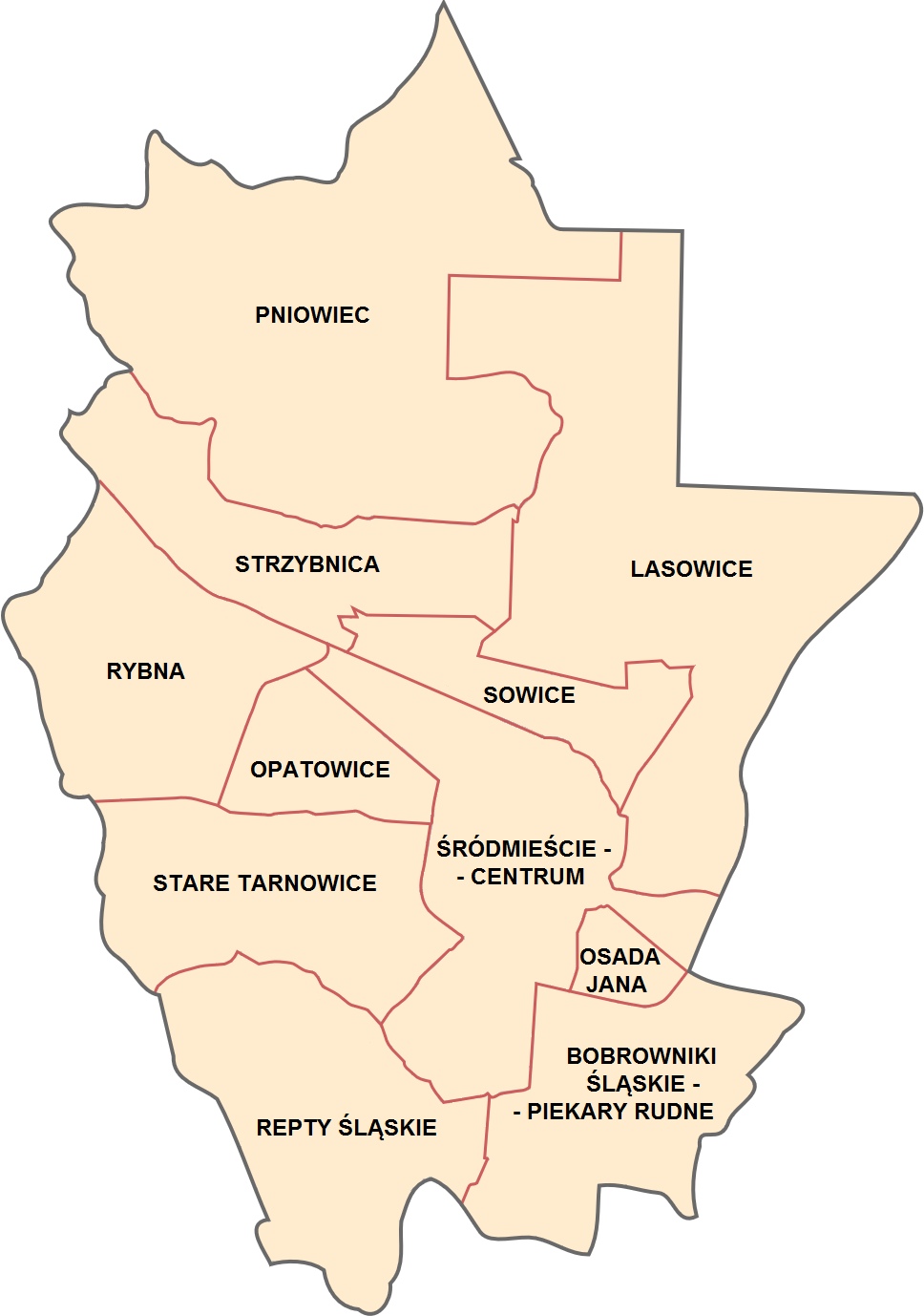
Dzielnice Tarnowskich Gór

Do 1977 w skład miasta wchodziły Boruszowice, Hanusek oraz Mikołeska, zaś do 1994 dzielnicą Tarnowskich Gór było Miasteczko Śląskie z Żyglinem i Żyglinkiem oraz Bibielą i Brynicą.

### Granice
Tarnowskie Góry graniczą z:
- Bytomiem na południu,
- Radzionkowem na południowym wschodzie,
- Nakłem Śląskim w gminie Świerklaniec na wschodzie,
- Miasteczkiem Śląskim na północnym wschodzie,
- Mikołeską, Boruszowicami i Hanuskiem w gminie Tworóg na północnym zachodzie,
- Miedarami, Laryszowem i Ptakowicami w gminie Zbrosławice na zachodzie.

## Środowisko naturalne

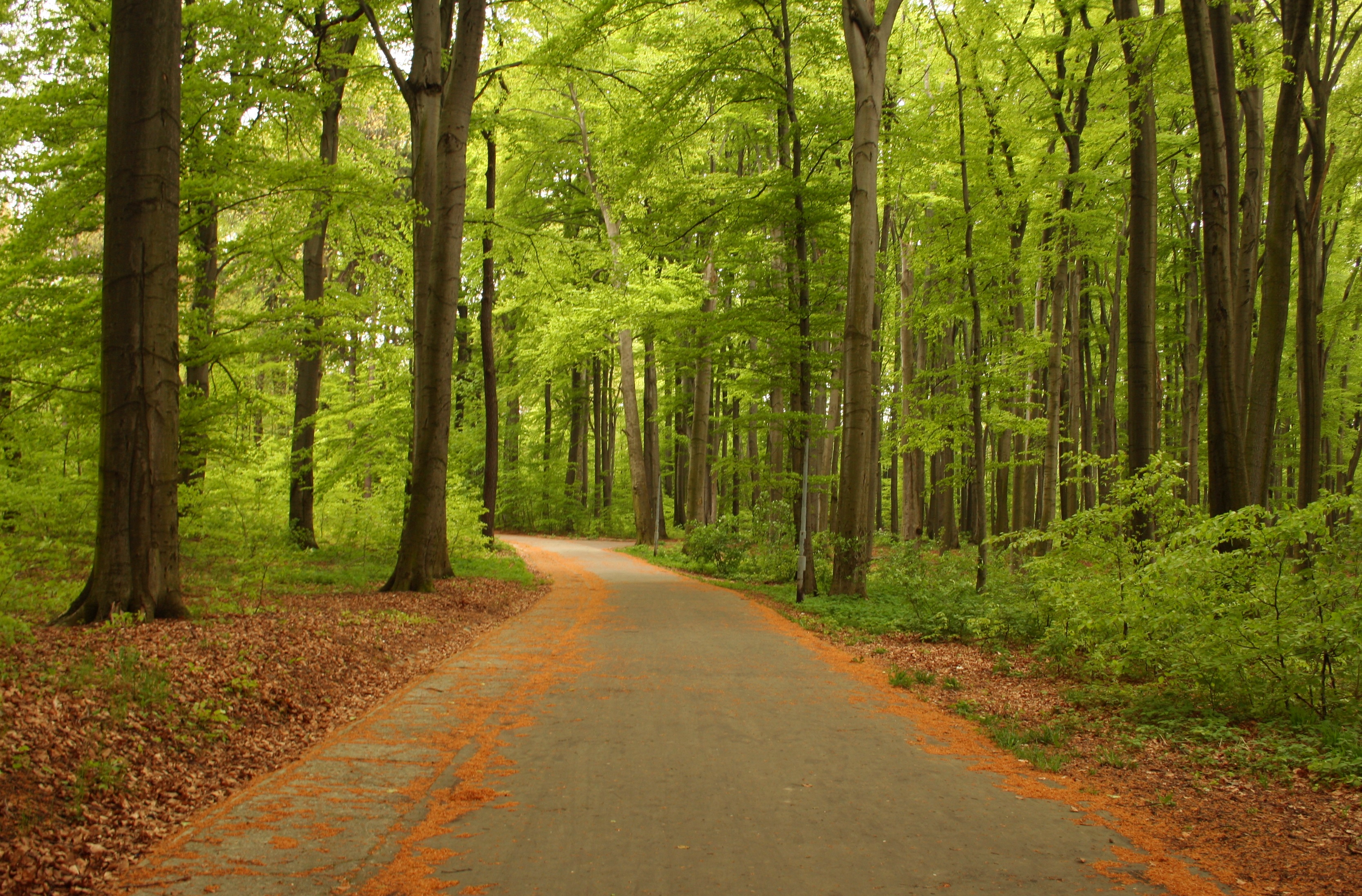
Alejka w Parku Repeckim

### Klimat
Tarnowskie Góry leżą w obrębie śląsko-krakowskiej dzielnicy klimatycznej. Charakteryzuje ją przewaga wpływów oceanicznych nad kontynentalnymi oraz sporadyczne oddziaływanie docierających tu od południowego zachodu przez Bramę Morawską mas powietrza zwrotnikowego. Docierają tu również zimne masy powietrza arktycznego z północy – głównie w chłodnej połowie roku. Średnia temperatura roczna wynosi +7,7 °C, zaś suma opadów atmosferycznych wynosi 699 mm w ciągu roku. Okres wegetacyjny trwa w Tarnowskich Górach średnio 246 dni.

### Przyroda ożywiona
Parki:
| Nazwa                               | Powierzchnia | Dzielnica                        |
| Park Miejski                        | 21,5 ha      | Śródmieście-Centrum              |
| Park Repecki                        | ok. 200 ha   | Repty Śląskie                    |
| Park Kunszt                         | 0,98 ha      | Bobrowniki Śląskie-Piekary Rudne |
| Park Redena                         | 3,0 ha       | Śródmieście-Centrum              |
| Park Strzelecki                     | ?? ha        | Śródmieście-Centrum              |
| Park Ojców Kamilianów               | 5,0 ha       | Osada Jana                       |
| Park Piny                           | 6,68 ha      | Osada Jana                       |
| Park Hutnika                        | 2,57 ha      | Strzybnica                       |
| Park w Reptach i Dolina rzeki Dramy | 233,6 ha     | Repty Śląskie                    |
| Zespół „Doły Piekarskie”            | 24 ha        | Bobrowniki Śląskie-Piekary Rudne |

### Ochrona przyrody
Rezerwaty przyrody:
| Nazwa  | Powierzchnia | Przedmiot ochrony |
| ------ | ------------ | --- |
| Segiet | 92,29 ha     | w którym rośnie 149 gatunków roślin, w tym wiele rzadkich i chronionych. Naturalny las bukowy graniczy tu z objętym ochroną, dawnym wyrobiskiem dolomitu „Blachówka”. |

W mieście występują 123 pomniki przyrody (122 przyrody ożywionej i 1 nieożywionej), m.in.:
- kasztan jadalny – rosnący w ogrodzie plebanii parafii pw. św. Mikołaja w Reptach, który ma 25 m wysokości i 7,3 m obwodu u podstawy pnia,
- lipa drobnolistna – pomnik przyrody o obwodzie 4,70 metrów na gródku rycerskim w Starych Tarnowicach,
- głaz narzutowy pochodzenia skandynawskiego przy wejściu do Parku Miejskiego,
- Park Kunszt obejmujący 10 pomnikowych lip drobnolistnych.

## Ekologia i ochrona środowiska
Problemem ekologicznym jest zagrożenie ze strony zwałowisk odpadów niebezpiecznych po byłych zakładach chemicznych.
W 2011 zaczęła działać Centralna Oczyszczalnia Ścieków (COŚ) znajdująca się w rejonie ulicy Grzybowej. Powstała ona w ramach pierwszego etapu projektu budowy w mieście systemu wodno-kanalizacyjnego.

## Historia

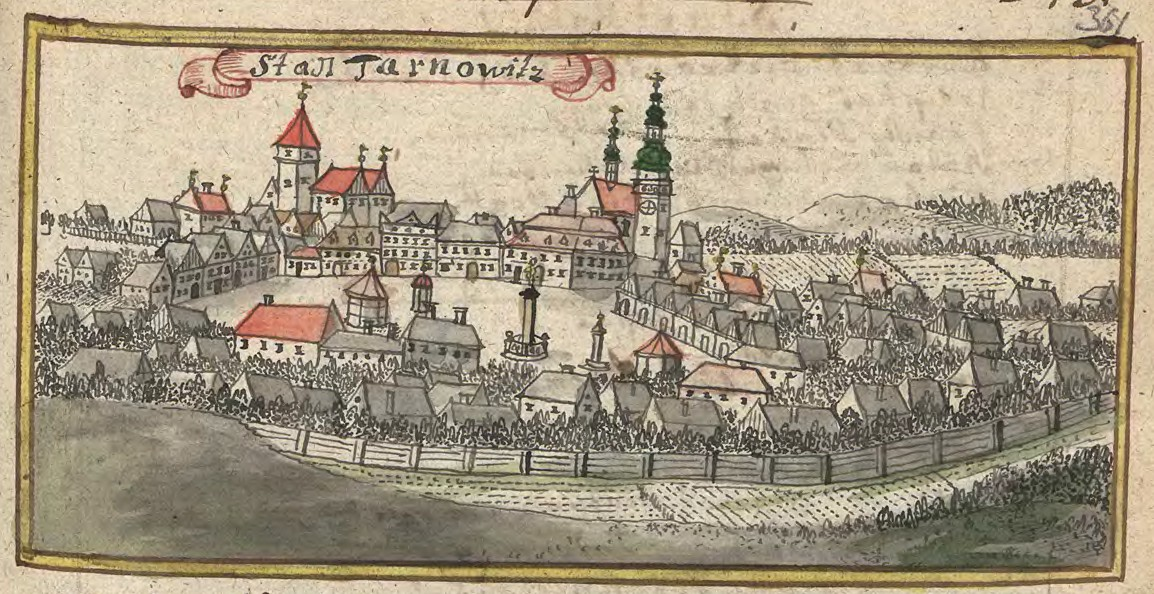
Widok miasta Tarnowskie Góry w I poł. XVIII wieku (rys. Friedrich Bernhard Wernher)

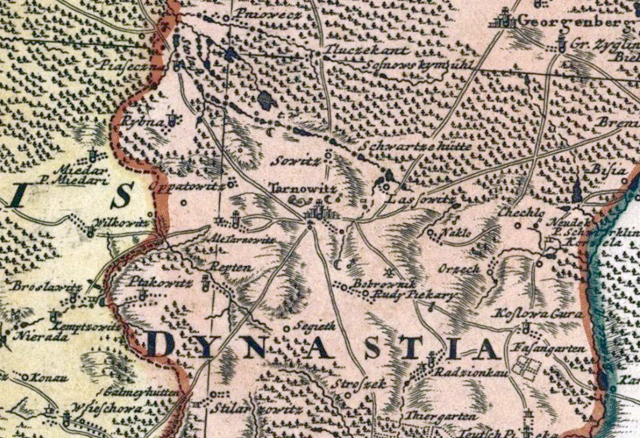
Tarnowskie Góry na mapie Principatus Silesiae Oppoliensis I. W. Wielanda (1736)

Historia miasta jest związana z wydobyciem rud srebra, ołowiu, a później również cynku. Według legendy, pierwszą bryłę kruszcu srebronośnego wyorał chłop Rybka ok. 1490 roku, co w 1612 roku w swoim dziele Officina ferraria zanotował Walenty Roździeński następującymi słowami „Srebrny kruszec w Bytomiu, na górach wnet nastał, Iny zasię od kruszca w mili zalanego, znaleziony przez chłopa Rybkę niejakiego”. Od tego czasu na teren dzisiejszego miasta zaczęli przybywać osadnicy, powstawały pierwsze osady górnicze.
Ówczesny właściciel ziem, Jan II Dobry, książę opolsko-raciborski, oraz margrabia Jerzy von Ansbach w 1526 roku nadali swoim włościom (a więc również terenom, na którym powstało przyszłe miasto) przywilej wspierający górnictwo, tj. „akt wolności górniczej”. W 1528 roku ogłosili oni akt uzupełniający prawodawstwo górnicze, tzw. Ordunek Gorny i odtąd (od 31 października 1528 roku) pierwsi urzędnicy zaczęli prowadzić rachunki tarnogórskiego górnictwa, zaś pierwsze księgi kopalniane od 1529 roku, odkąd tarnogórski Urząd Górniczy otrzymał własną pieczęć i herb (9 marca 1529 roku). Wówczas rozpoczyna się okres szybkiego rozwoju górnictwa rud srebronośnych oraz osady górniczej, stopniowo przekształcanej w miasto, w którym równie intensywnie rozwija się handel i rzemiosło. W 2. połowie XVI wieku wybudowano wiele istniejących do dziś kamienic. Najstarszym budynkiem murowanym w powstającym mieście był istniejący do dziś tzw. Dom Florczaka u wylotu ul. Ratuszowej, przy obecnej ul. Gliwickiej 6, będący w latach 1528–1562 pierwszą siedzibą tarnogórskiego Urzędu Górniczego.
Według badań Zdzisława Jedynaka, prawa miejskie i własny herb Tarnowskim Górom nadał 25 lipca 1562 roku w Ansbach margrabia brandenburski i książę karniowski Jerzy Fryderyk Hohenzollern.
W połowie XVI w. Tarnowskie Góry były największym ośrodkiem górnictwa kruszcowego na Górnym Śląsku. Wielu zwolenników znalazła tu reformacja. Jej utrwalenie nastąpiło po śmierci Jana II Dobrego (1532), kiedy miasto przeszło pod panowanie Hohenzollernów. W 1529 roku protestanci wybudowali pierwszy drewniany kościół, a dwa lata później na jego miejscu – murowany.
W 1531 roku utworzono szkołę braci polskich, której rektorem na przełomie XVI i XVII w. był Daniel Franconius, wybitny pedagog i poeta braci polskich. Świetności miasta kres położyła wojna trzydziestoletnia (1618–1648). W 1676 roku w Tarnowskich Górach wybuchła zaraza, która ustąpiła po procesji błagalnej do Piekar. Na pamiątkę tego zdarzenia tarnogórzanie zobowiązali się udawać corocznie w niedzielę po 2 lipca do Sanktuarium Matki Boskiej Piekarskiej. Tradycja ta trwa do dzisiaj.
16 grudnia 1740 roku wkroczeniem wojsk pruskich na Śląsk rozpoczęły się wojny śląskie. Po zakończeniu pierwszej z nich w 1742 roku miasto przeszło spod panowania austriackiego pod pruskie. W latach 80. XVIII w. powstała z inicjatywy Fryderyka Wilhelma von Redena rządowa kopalnia i huta „Fryderyk” – nazwana od królewskiego imienia, w której 19 stycznia 1788 roku uruchomiono jedną z pierwszych na kontynencie europejskim, sprowadzoną z Anglii, maszynę parową do odwadniania wyrobisk górniczych.
W 1803 roku otwarto pierwszą szkołę górniczą, kilkanaście lat później wydrążono nową sztolnię „Fryderyk”, założono drukarnię, wybrukowano Rynek oraz ul. Krakowską i Lubliniecką (obecnie ul. Opolska), założono nowe fabryki i hutę żelaza, rozpoczęto budowę wodociągów miejskich. Również wtedy powstała Spółka Bracka jako instytucja ubezpieczająca górników. W 1857 roku uruchomiono pierwszą linię kolejową do Opola. Rozwój miasta przyspieszyło również utworzenie w 1873 roku powiatu tarnogórskiego.
Podczas plebiscytu mieszkańcy miasta prawie w 85% opowiedzieli się za Niemcami, z kolei mieszkańcy powiatu opowiedzieli się za przynależnością do Polski – za Polską głosowało 62%, za przynależnością do Niemiec 38% (w tym prawie 10% tzw. emigrantów). W 1922 roku miasto włączono do Polski.
1 grudnia 1945 roku do miasta włączono gminy Sowice i Lasowice.
Na początku XX w. wyczerpały się zasoby rud i zakończyło się wydobycie kruszcu.

## Nazwa

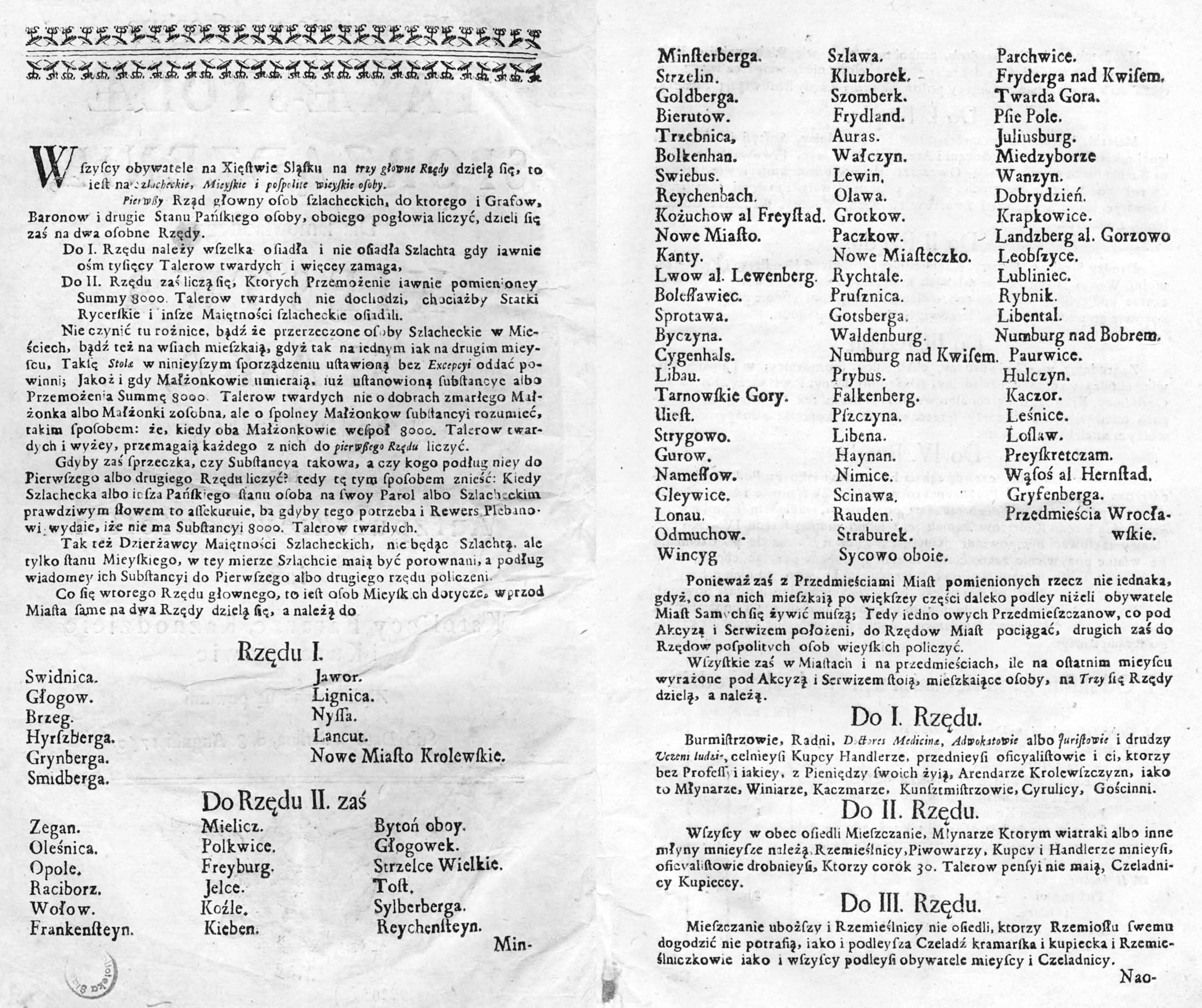
Tarnowskie Góry wśród nazw śląskich miast wymienionych w urzędowym pruskim dokumencie z 1750 roku, wydanym w języku polskim w Berlinie.

Jest to staropolska nazwa komponowana, złożona z dwóch członów: Tarnowskie (co odpowiada we współczesnej polszczyźnie formie tarnowickie) oraz Góry (czyli ze staropolskiego gory, oznaczające ‘kopalnie’).
Pierwszy człon pochodzi od nazwy średniowiecznej wsi Tarnowice, wchłoniętej później przez miasto (obecnie dzielnica Stare Tarnowice), której nazwa z kolei wywodzi się od staropolskiej nazwy osobowej (imienia) Tarn, ta zaś od staropolskiego tarna, czyli ciernia dzikiego gatunku śliwy – tarniny. Zatem w języku polskim Tarnowskie Góry to pierwotnie: gory = ‘kopalnie’ tarnowskie, ewentualnie tarnowickie, bo położone na gruntach właściciela Tarnowic.
Niemcy zaadaptowali nazwę fonetycznie w sposób najprostszy z możliwych – modyfikacja formantu –ice w –itz – jako Tarnowitz, co było zgodne z lokalnym, jeszcze średniowiecznym słowiańskim modelem nazewniczym (np. Gliwice → Gleiwitz) oraz realiami własnościowymi (miasto Tarnowskie Góry powstało na gruntach wsi Tarnowice). Czesi przyjęli ten sam tradycyjny, słowiański model, stąd w czeskojęzycznych dokumentach i piśmiennictwie (również naukowym) miasto ma nazwę Tarnovice, dopiero w nowszych czasach pojawia się równolegle sczechizowana forma Tarnovské Hory, urobiona z polskiej nazwy. Łacińskie zapisy nazwy miasta były tworzone z formy niemieckiej, bądź staropolskiej, np.: singularne Tarnovitium, Tarnomontium, czy pluralne Montes Tarnovicenses.
W najstarszych dokumentach z początku dziejów miasta nie rozróżniano pospolitego określenia gory tarnowskie (‘kopalnie pod Tarnowicami’, ‘kopalnie koło Tarnowic’) od nazwy własnej Gory Tarnowskie (‘miasto Tarnowskie Góry’). W XVI wieku mieszkańcy miasta posługiwali się trzema językami i w nich zapisywali oficjalną nazwę miasta: w języku niemieckim Freye Bergstadt Tarnowitz, w języku czeskim Swobodné Mésto Houry Tarnowské (archaiczny zapis) oraz w języku polskim Swobodne Miasto Gory Tarnowskie lub Swobodne Miasto na Gorach Tarnowskich. Historyczna nazwa miasta w języku polskim – Swobodne Miasto Gory Tarnowskie lub w skrócie Gory Tarnowskie – występuje w dokumentach z XVI, XVII i I połowy XVIII wieku, natomiast nazwa z odwrotnym szykiem wyrazów (Tarnowskie Góry) pojawia się w tym okresie sporadycznie. W II połowie XVIII wieku oraz w wieku XIX w dokumentach występuje już praktycznie wyłącznie nazwa niemieckojęzyczna Freie Bergstadt Tarnowitz, niemniej Józef Lompa w książce Krótki rys jeografii Szląska dla nauki początkowej z 1847 podaje polską nazwę Góry Tarnowskie. Wśród mieszkańców używana była również forma Góry, tłumaczona na niemieckie Bergen, natomiast w 1922, po przyłączeniu miasta do Polski, ostatecznie utrwaliła się forma Tarnowskie Góry. Zdaniem dr. Marka Wojcika, błędnym tłumaczeniem niemieckiego Freie Bergstadt Tarnowitz jest pojawiające się od 1922 w wielu opracowaniach, a czasem również dokumentach i na pieczęciach sformułowanie Wolne Miasto Górnicze Tarnowskie Góry zawierające pleonazm ‘górnicze góry’, czyli ‘kopalniane kopalnie’.
Heinrich Adamy zalicza nazwę Tarnowitz do grupy miejscowości, których nazwy wywodzą się od nazw drzew i roślin, a dokładniej słowiańskiej nazwy tarniny „von tarn = Schwarzdorn, Schlehdorn (prunus spinosa)”, podając jako starszą, słowiańską formę Tarnowicz oraz znaczenie nazwy miasta w języku niemieckim 'Schlehdornstadt' (pol.  ‘tarninowe miasto’).
Na pierwszej mapie Śląska, którą w 1561 narysował Martin Helwig z Nysy, miasto oznaczone jest jako Tarnowitz. W roku 1613 śląski regionalista i historyk Mikołaj Henel z Prudnika wymienił miejscowość w swoim dziele o geografii Śląska pt. Silesiographia podając jej łacińską nazwę: Tarnovitium. W polskojęzycznej edycji pruskiego rozporządzenia Fryderyka Wielkiego z 1750 wśród śląskich miast wymienia polską formę Tarnowskie Gory.
W 1612 Walenty Roździeński w staropolskim poemacie o śląskim hutnictwie pt. Officina ferraria abo Huta i warstat z kuźniami szlachetnego dzieła żelaznego, opisuje genezę nazwy miasta Tarnowskie Góry oraz czas jego utworzenia za panowania Jana II Dobrego:

Zatym książę rozkazał, aby wysiekano
On las, a na tym miejscu miasto zbudowano.
A stąd ludzie – zszedszy sie zewsząd – w krótkiej chwili,
Robiąc kruszce, niemałe miasto zbudowali,

Któremu od Tarnowic zaraz dali imię
Tarnowskie Góry: to stąd, iż gruntu a ziemie
Wielką sztukę od tej wsi sobie oderwali,
Kędy prawie przednią część miasta zbudowali.

Proces powstania nazwy podobnie relacjonuje Felix Triest w topograficznym opisie Górnego Śląska z 1865 roku: 

Die Stadt wurde auf dem Territorium des Dorfes Alt-Tarnowitz gegrundet und erhielt davon ihren Namen. Polnisch heist sie góry tarnowskie (Tarnowitzer Berge), wird aber gewohnlich nur góry genannt.

Co się tłumaczy:

Miasto zostało założone na terenie wsi Stare Tarnowice i stąd otrzymało swoją nazwę. Po polsku nazywa się góry tarnowskie ('Tarnowitzer Berge'), jest jednak zwyczajowo nazywane górami.

## Demografia
Dane z 31 grudnia 2016
| Opis                              | Ogółem | Ogółem | Kobiety | Kobiety | Mężczyźni | Mężczyźni |
| --------------------------------- | ------ | ------ | ------- | ------- | --------- | --------- |
| Jednostka                         | osób   | %      | osób    | %       | osób      | %         |
| Populacja                         | 61 229 | 100    | 31 778  | 51,9    | 29 451    | 48,1      |
| Gęstość zaludnienia [mieszk./km²] | 731,4  | 731,4  | 379,6   | 379,6   | 351,8     | 351,8     |

źródło: Bank Danych Lokalnych GUS

### Mieszkalnictwo

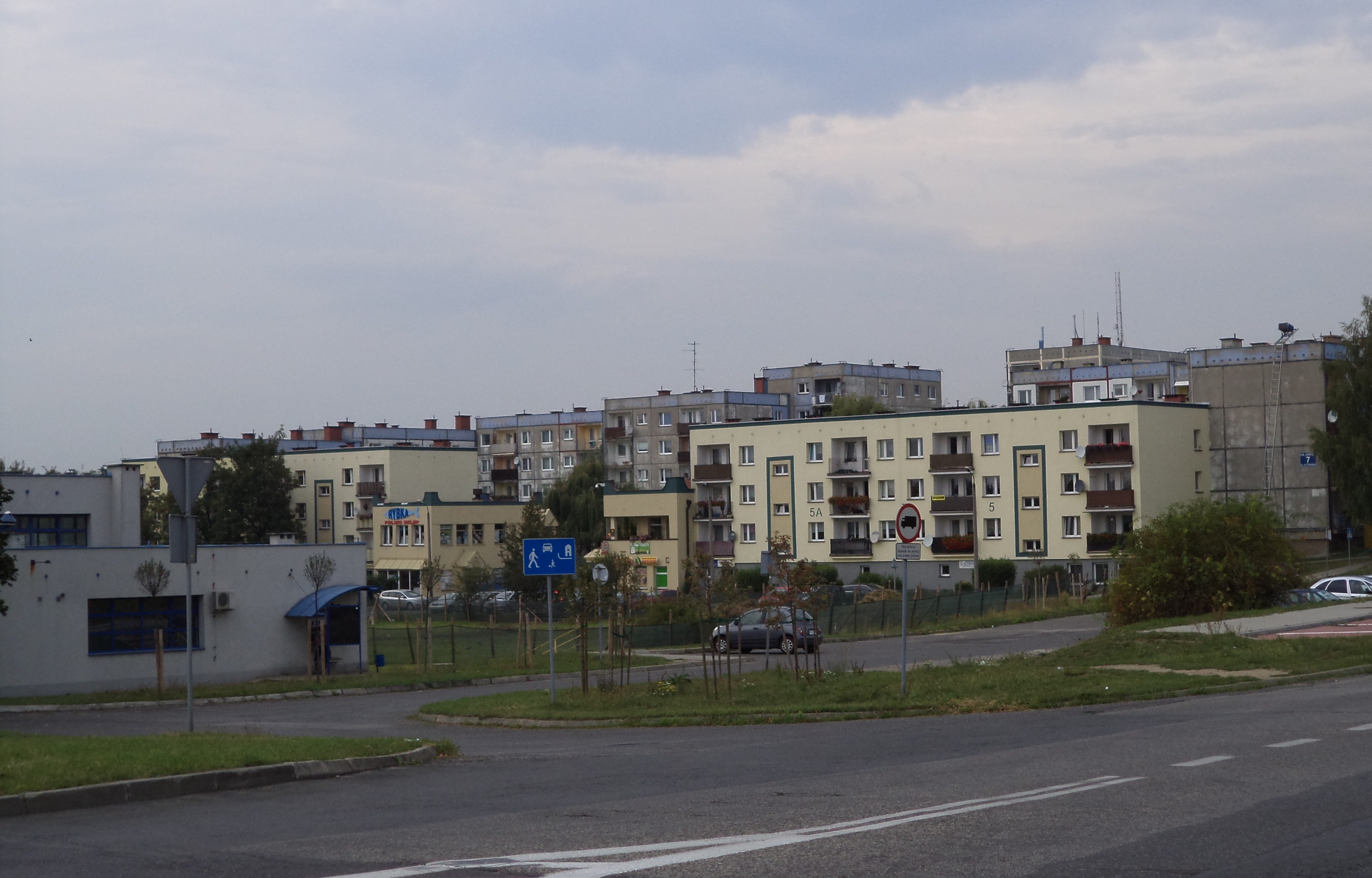
Osiedle Przyjaźń w Starych Tarnowicach

Tereny zabudowy wielorodzinnej zajmują 311,06 ha, w tym zabudowanych jest 42,37% powierzchni. Największy odsetek terenów mieszkaniowych skupia się w dzielnicy śródmiejskiej, a zwłaszcza w ścisłym centrum miasta, jak również na Osiedlu Kolejarzy, Kolonii Staszica, Lyszcze, Sabinie (Osiedle Gruzełki), Blaszynie i Osiedlu Mickiewicza. Wśród pozostałych dzielnic, największy odsetek terenów mieszkaniowych posiadają dzielnice: Lasowice (Osiedle Generała Andersa), Osada Jana i Stare Tarnowice (Osiedle Przyjaźń).

## Symbole miasta
W herbie obok złotego orlego skrzydła z herbu Jana II Dobrego, księcia opolskiego, górnośląskiego Piasta, znajduje się także pół czarnego orła z herbu Hohenzollernów, których przedstawicielem był Jerzy Fryderyk von Ansbach, nadający miastu herb w 1562 r. Młotki (pyrlik i żelazko) symbolizują górnictwo – główne zajęcie pierwszych mieszkańców miasta. Labry i klejnot nad hełmem stanowią jego udostojnienie.
Flagę miasta tworzą obecnie barwy srebrna (biała), czarna i złota (żółta). Flaga nawiązuje do herbu. W okresie pruskim miasto używało flagi czarno-białej, wywodzącej się bezpośrednio od barw rodowych Hohenzollernów.
Na obecnie używanej pieczęci miejskiej widnieje herb miasta i jego nazwa otaczająca herb kołem. Pieczęcie te widnieją na dokumentach wydawanych przez reprezentantów władzy samorządowej Tarnowskich Gór.

## Polityka

### Burmistrz

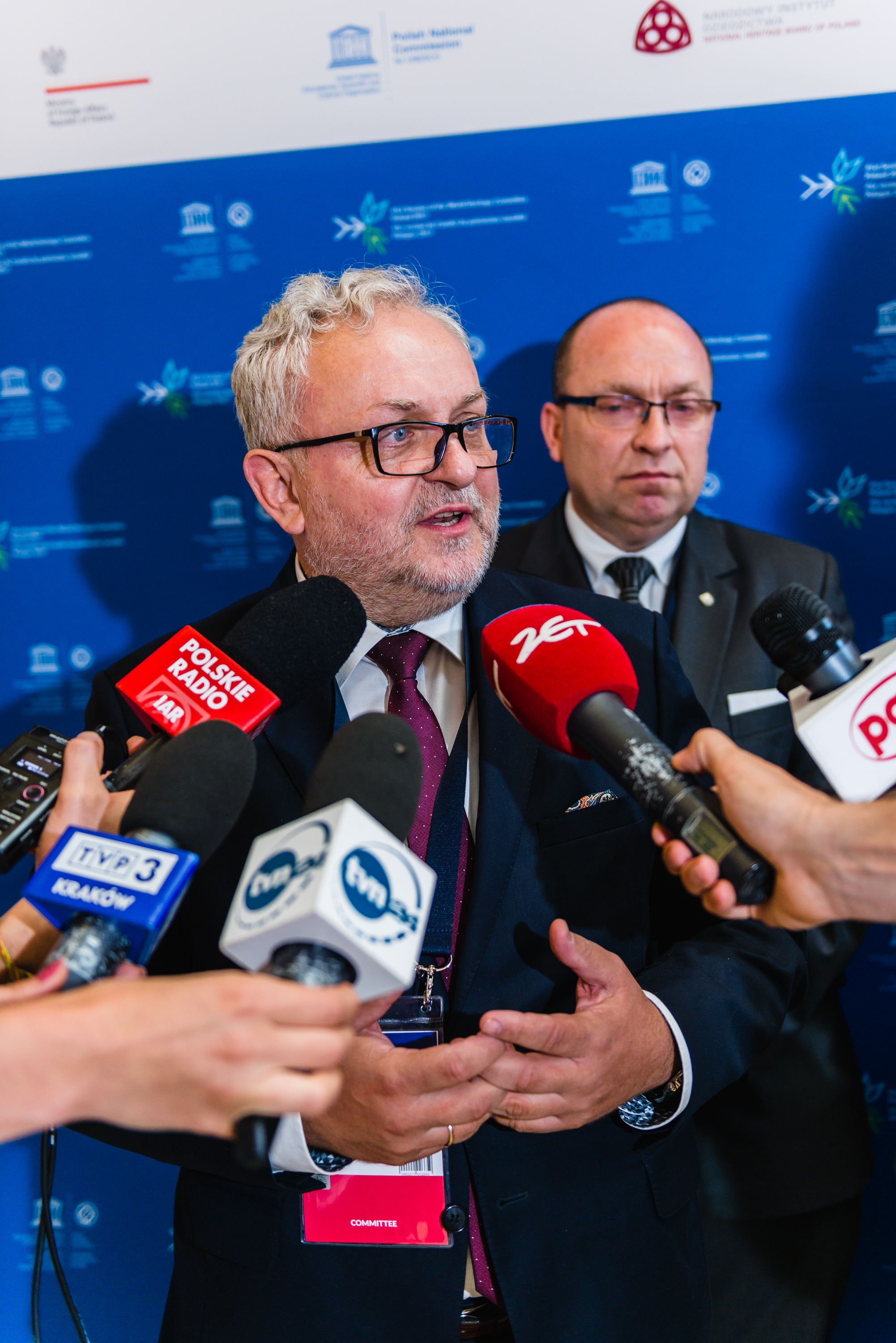
Burmistrz Tarnowskich Gór Arkadiusz Czech
(na pierwszym planie)

Urzędującym burmistrzem jest od 2006 Arkadiusz Czech. W wyborach samorządowych 2006 uzyskał w I turze wynik 23,68%, a w II – 51%.
W kolejnych w 2010 uzyskał w I turze wynik 41,04%, a w II – 69,33%. Zarówno w wyborach w 2006, jak i w 2010 jego głównym przeciwnikiem w II turze był poprzedni burmistrz – Kazimierz Szczerba.
W 2014 z powodzeniem ubiegał się o reelekcję z wynikiem blisko 65% w I turze.
Ponownie w I turze zwyciężył w wyborach w 2018, uzyskując 63% głosów.
Po raz kolejny wygrał w wyborach w 2024, uzyskując w I turze 34,66%, a w II turze – 54,65% głosów.
Tarnowskie Góry są największym pod względem liczby ludności miastem w Polsce, w którym władzę wykonawczą sprawuje burmistrz, a nie prezydent miasta.
Atrybutem burmistrza jest łańcuch z Herbem Wielkim Tarnowskich Gór wykonany z metalu barwy srebrnej; łańcuch używany jest podczas oficjalnych i uroczystych wystąpień.
Obecny burmistrz Tarnowskich Gór ma dwóch zastępców (wiceburmistrzów):
- od 2006 – Jolanta Tuszyńska, zastępca burmistrza ds. społecznych[41]
- od 2022 – Bartosz Skawiński, zastępca burmistrza ds. gospodarczych[42][43]
- 2006–2022 – Piotr Skrabaczewski, zastępca burmistrza ds. gospodarczych[44][43]

### Rada Miejska
W skład Rady Miejskiej w Tarnowskich Górach wchodzi 23 radnych. Obecnym Przewodniczącym Rady jest reprezentujący Komitet Wyborczy Inicjatywa Obywatelska Powiatu Tarnogórskiego Adrian Wolnik, zaś wiceprzewodniczącymi są Franciszek Nowak (również IO), Łukasz Garus z Koalicji Obywatelskiej oraz Mirosław Grzęda z Prawa i Sprawiedliwości.

## Urząd Miejski

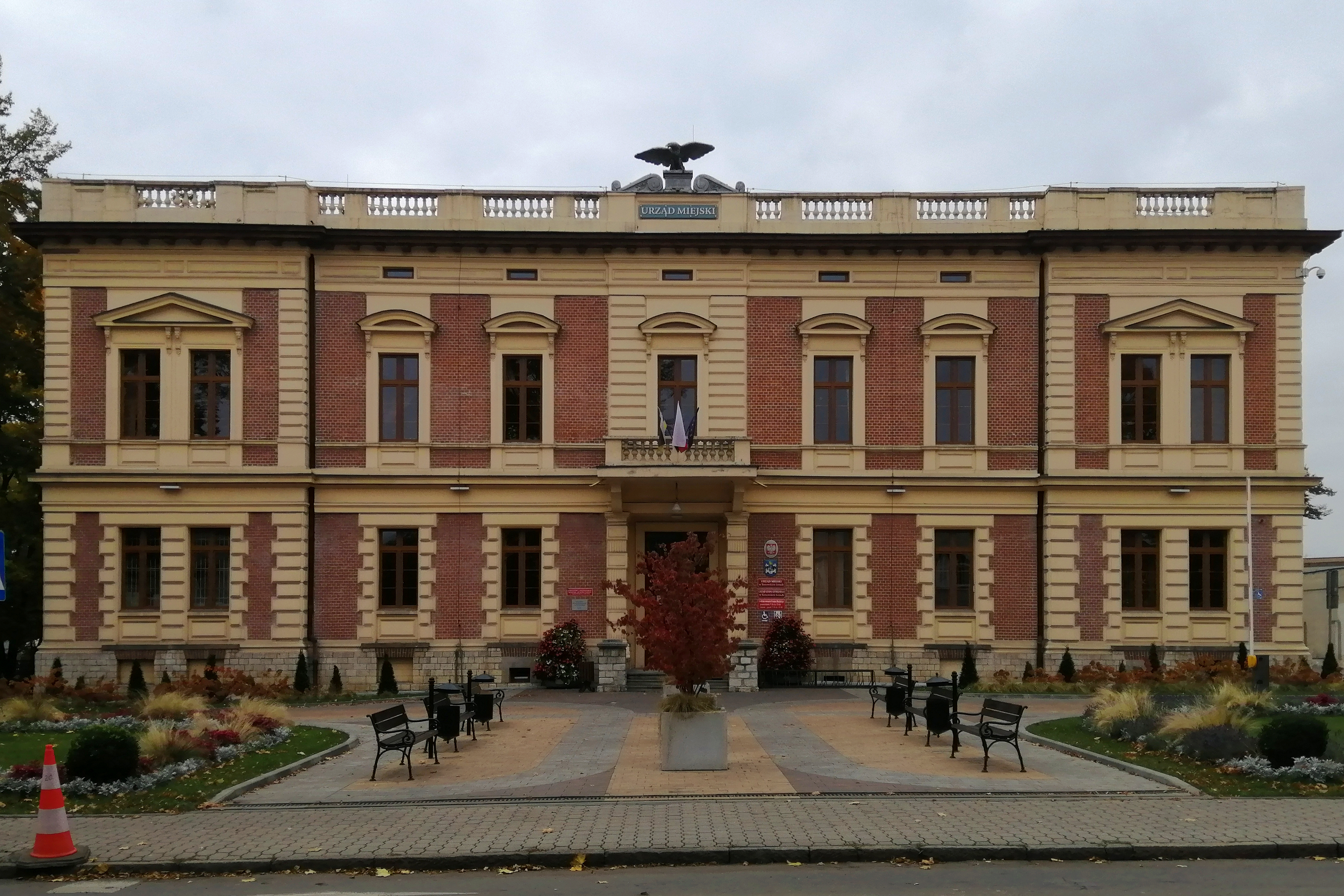
Budynek Urzędu Miejskiego przy ul. Sienkiewicza 2

Urząd Miejski w Tarnowskich Górach składa się z 26 komórek organizacyjnych znajdujących się w czterech budynkach w centrum miasta:
| - przy ul. Rynek 4: 1. Wydział Administracyjny (AG), 2. Wydział Finansowy (F), 3. Wydział Organizacyjny (OR), 4. Wydział Kultury, Turystyki i Promocji Miasta (KTP), 5. Wydział Podatków (FP), 6. Biuro Rady Miejskiej (BRM), 7. Biuro Zamówień Publicznych (BZP), 8. Biuro Prawne (BP), 9. Inspektor Ochrony Danych (IOD), - przy ul. Piastowskiej 8: 1. Wydział Inwestycji i Remontów (GI) 1. Zespół ds. Realizacji Projektu pn. „Budowa kanalizacji sanitarnej i deszczowej oraz oczyszczalni ścieków komunalnych w Tarnowskich Górach” (JRP), 2. Wydział Zarządzania Kryzysowego (ZK), 3. Biuro Audytu i Kontroli (BAK), 4. Pełnomocnik Burmistrza ds. Ochrony Informacji Niejawnych (PN), | - przy ul. Sienkiewicza 2: 1. Urząd Stanu Cywilnego i Spraw Obywatelskich (USC) 2. Wydział Edukacji, Sportu i Zdrowia (EK), 3. Wydział Urbanistyki i Mienia (GU), 4. Wydział Gospodarki Miejskiej (GM), 5. Wydział Informatyki (I), 6. Wydział Ochrony Środowiska (Ś), 7. Wydział Gospodarki Lokalowej (GL), 8. Biuro Strategii, Rozwoju i Funduszy Zewnętrznych (ST), 9. Stanowisko ds. BHP i PPOŻ (BHP), 10. Biuro ds. dostępności, architektury miejskiej i opieki nad zabytkami (GD), - przy ul. Sienkiewicza 2a: 1. Straż Miejska (SM). |

## Miasta partnerskie
Miastami partnerskimi Tarnowskich Gór są:
- Bernburg,
- Méricourt,
- Békéscsaba,
- Kutná Hora.

## Gospodarka

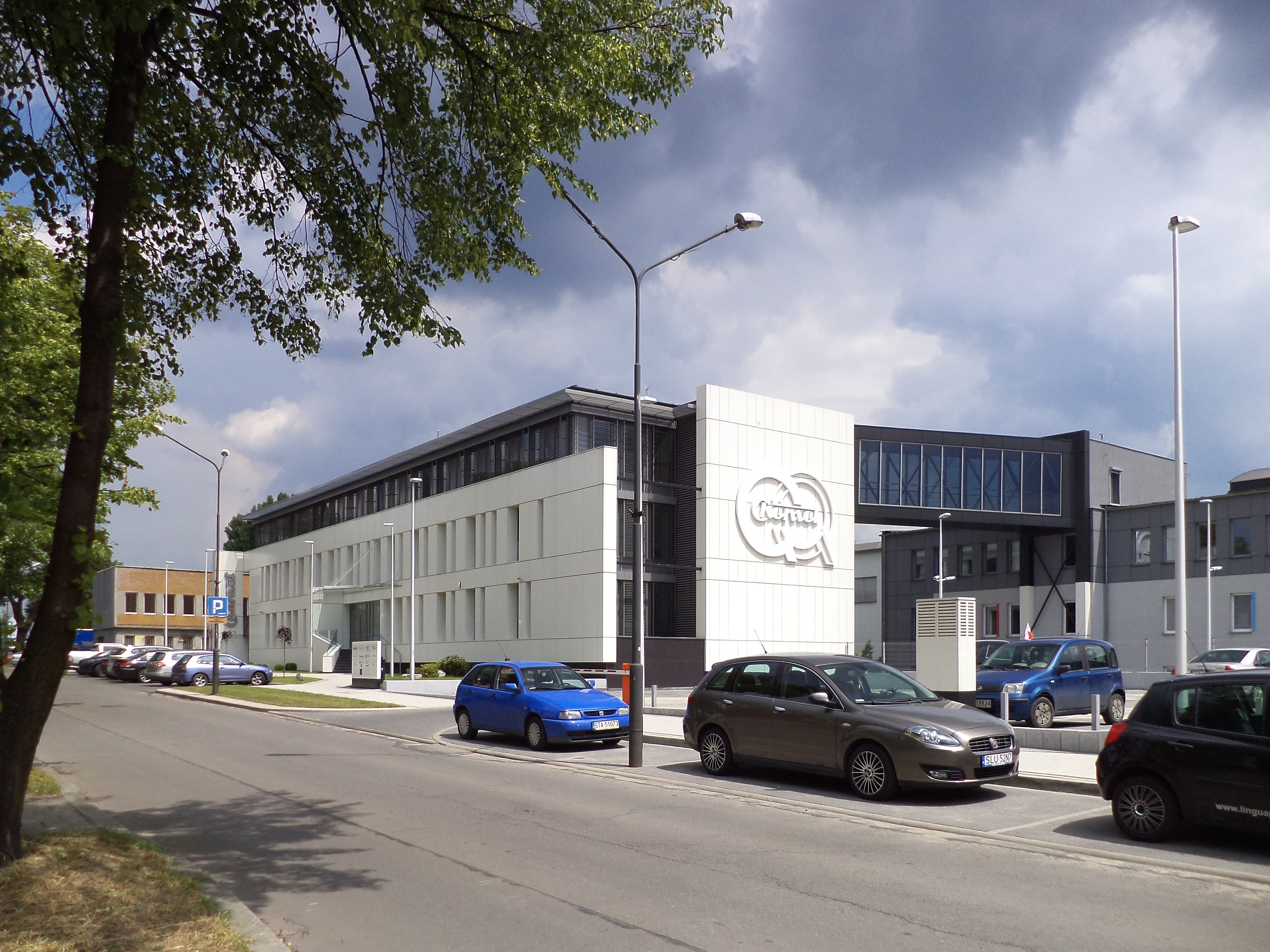
Główna siedziba Chemet S.A. przy ul. Sienkiewicza 47

Tarnowskie Góry są jednym z 2 miast powiatowych w województwie śląskim (obok Cieszyna) oraz jednym z 17 miast w Polsce zaliczanych do klasy A pod względem atrakcyjności inwestycyjnej (dane Instytutu Badań nad Gospodarką Rynkową w Warszawie).

## Transport

### Drogowy

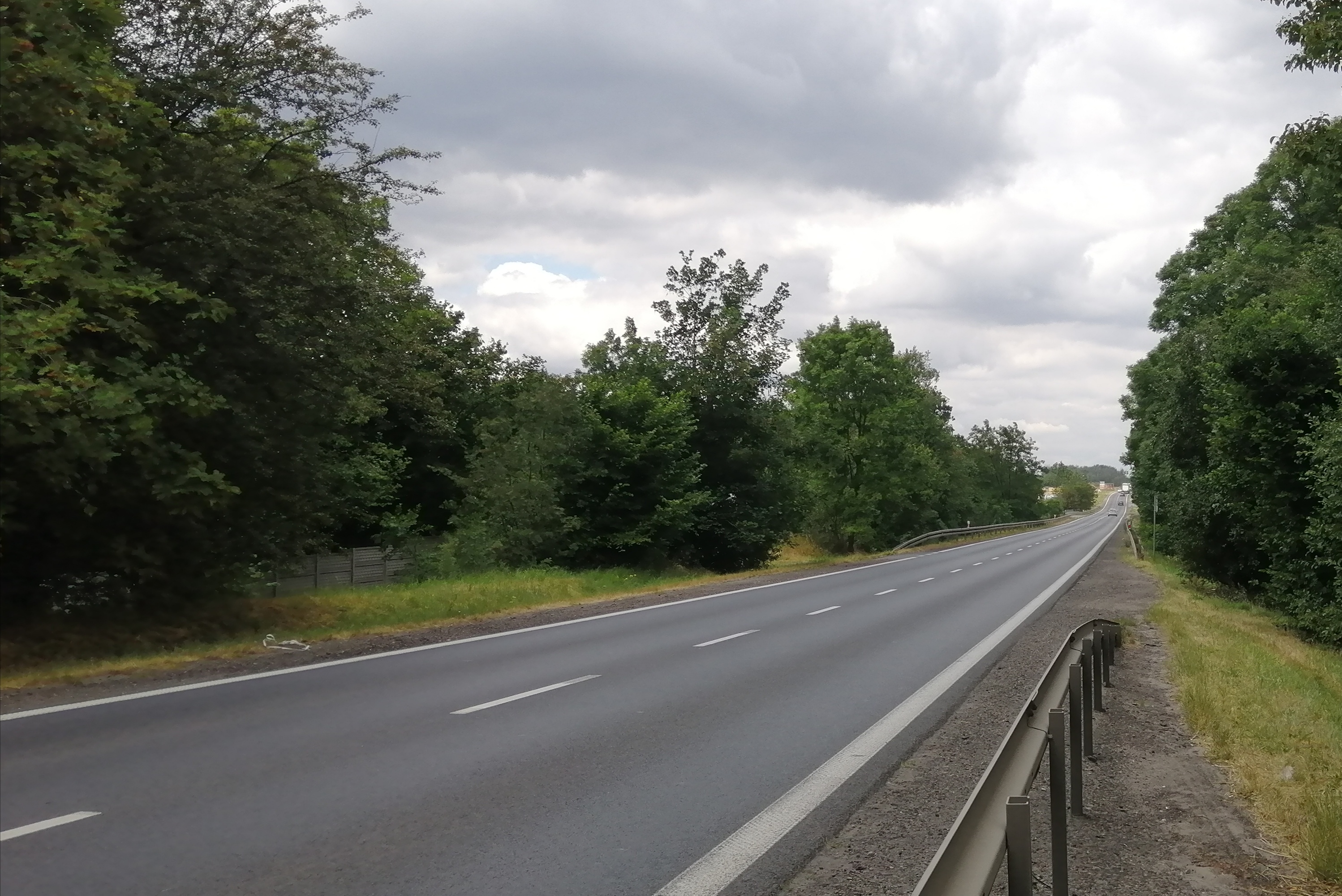
Obwodnica będąca częścią dróg krajowych 11 i 78

Tarnowskie Góry leżą na skrzyżowaniu dróg krajowych:
- nr 11 (Kołobrzeg – Poznań – Ostrów Wielkopolski – Lubliniec – Tarnowskie Góry – Bytom)
- nr 78 (Chałupki – Wodzisław Śląski – Rybnik – Gliwice – Tarnowskie Góry – Jędrzejów)

Ponadto przez Tarnowskie Góry ma przebiegać droga ekspresowa S11 łącząca Pomorze ze Śląskiem.

### Komunikacja miejska

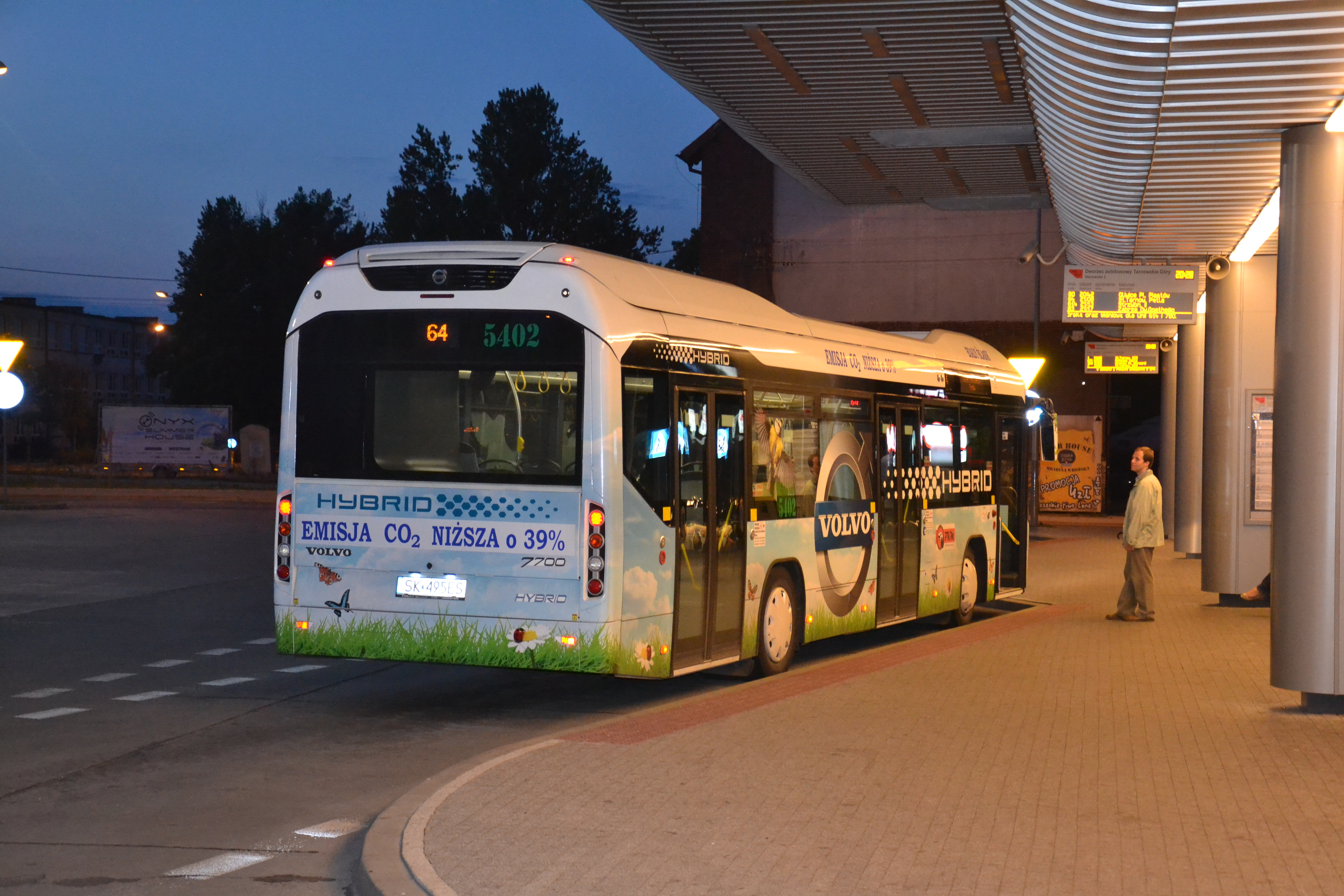
Jeden z nowych hybrydowych autobusów na dworcu autobusowym

W latach 1992–2018 działał w Tarnowskich Górach Międzygminny Związek Komunikacji Pasażerskiej obsługujący w ostatnim dniu swego istnienia 60 linii autobusowych na terenie gmin Krupski Młyn, Miasteczko Śląskie, Mierzęcice, Ożarowice, Świerklaniec, Tarnowskie Góry, Toszek, Tworóg, Wielowieś i Zbrosławice. Ponadto przez gminy należące do MZKP przebiegało 13 linii obsługiwanych przez Komunikacyjny Związek Komunalny Górnośląskiego Okręgu Przemysłowego.
1 stycznia 2019 roku kompetencje i majątek zarówno MZKP, jak i KZK GOP (a także MZK Tychy) przejął Zarząd Transportu Metropolitalnego (ZTM) należący do Górnośląsko-Zagłębiowskiej Metropolii.
30 kwietnia 2013 otwarty został nowy dworzec autobusowy z zadaszonym peronem, placem manewrowym oraz parkingiem dla kilkunastu autobusów. Wzdłuż ulicy Częstochowskiej wytyczono miejsca parkingowe pozwalające na zastosowanie tzw. systemu „park and ride”. Koszt projektu „Przystanek Europa – regionalne centrum obsługi pasażerskiej w Tarnowskich Górach” wyniósł 20,6 mln złotych, z czego 11 mln złotych wyniosło dofinansowanie ze środków Unii Europejskiej.
Latem 2014 roku na ulice miasta wyjechały pierwsze autobusy hybrydowe firmy Volvo.
Tarnowskie Góry nie mają i nigdy nie miały komunikacji trolejbusowej ani tramwajowej, choć w przypadku tej drugiej istniały w przeszłości plany przedłużenia linii z Piekar Śląskich przez Świerklaniec lub z Bytomia przez Stolarzowice do Tarnowskich Gór.

### Kolejowy

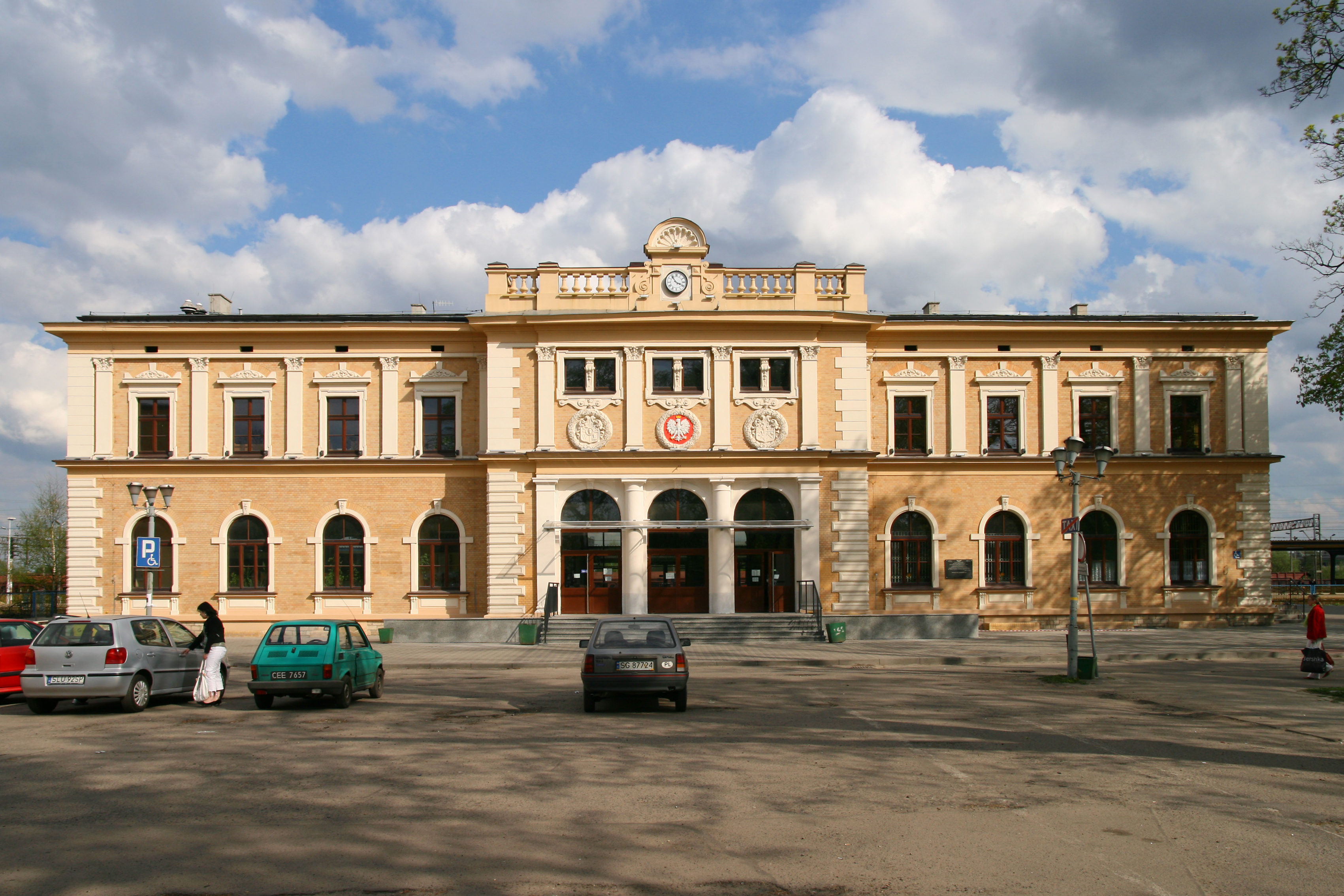
Dworzec kolejowy w Tarnowskich Górach

Przez Tarnowskie Góry przebiegają następujące linie kolejowe:
- 127 Radzionków – Tarnowskie Góry TGB T3,
- 129 Tarnowskie Góry TGB – Tarnowskie Góry TGE,
- 130 Tarnowskie Góry TGD – Kalety T4,
- 131 Chorzów Batory – Tczew, której trasa pokrywa się częściowo z trasą wybudowanej w latach 1926–1933 magistrali węglowej,
- 144 Tarnowskie Góry – Opole Główne,
- 182 Tarnowskie Góry – Zawiercie,
- 950 Tarnowskie Góry TGA – Tarnowskie Góry TGE,
- 951 Tarnowskie Góry TGA – Tarnowskie Góry TGE,
- 954 Tarnowskie Góry TGB – Tarnowskie Góry TGD (grupa torów "C"),
- 979 Tarnowskie Góry TGC – Tarnowskie Góry TGC,
- linia Górnośląskich Kolei Wąskotorowych Bytom Wąskotorowy – Miasteczko Śląskie Wąskotorowe

W mieście znajduje się zabytkowy dworzec kolejowy stacji Tarnowskie Góry z 1888 roku. Z zewnątrz posiada neoklasycystyczną kamieniarkę, lecz wewnątrz został on przebudowany w stylu socrealistycznym. W maju i czerwcu 2007 został odrestaurowany. W Strzybnicy znajduje się z kolei nieużytkowany budynek dworca stacji Tarnowskie Góry Strzybnica z 1868 roku. Oba budynki figurują w gminnej ewidencji zabytków miasta Tarnowskie Góry.
W pobliżu Tarnowskich Gór znajduje się jedna z największych stacji rozrządowych Europy, która rozciąga się na długości kilku kilometrów od przystanku w Miasteczku Śląskim do stacji w Tarnowskich Górach.

### Lotniczy
W odległości ok. 20 km od Tarnowskich Gór znajduje się port lotniczy Katowice-Pyrzowice.
Około 15 km na północny zachód od miasta, w 2013 oddano do użytku śmigłowcowe lądowisko Brynek, które zarządzane jest przez Nadleśnictwo Brynek.

## Zabytki i atrakcje turystyczne

### Obiekty wpisane naListę światowego dziedzictwa UNESCO

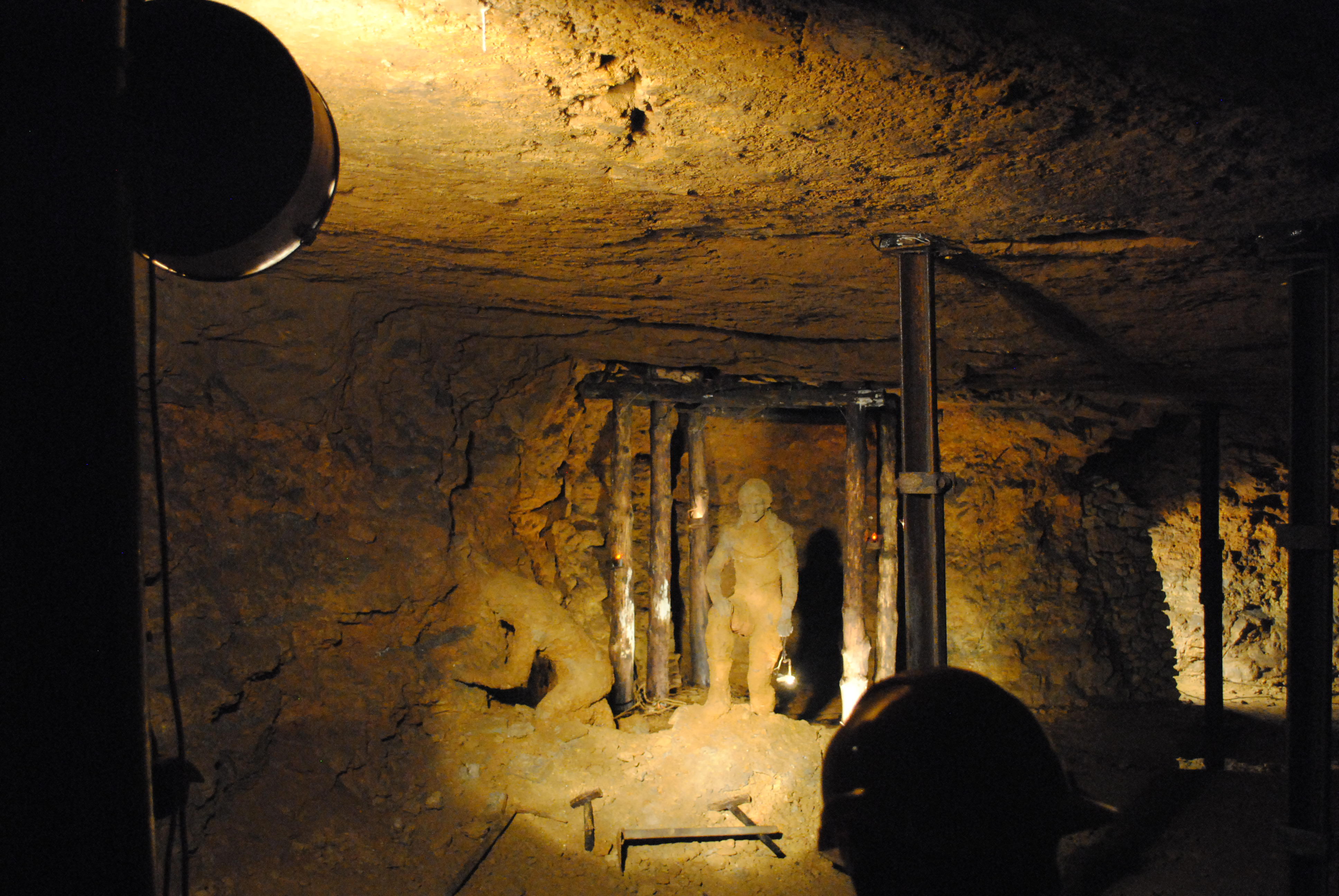
Podziemia Zabytkowej Kopalni Srebra

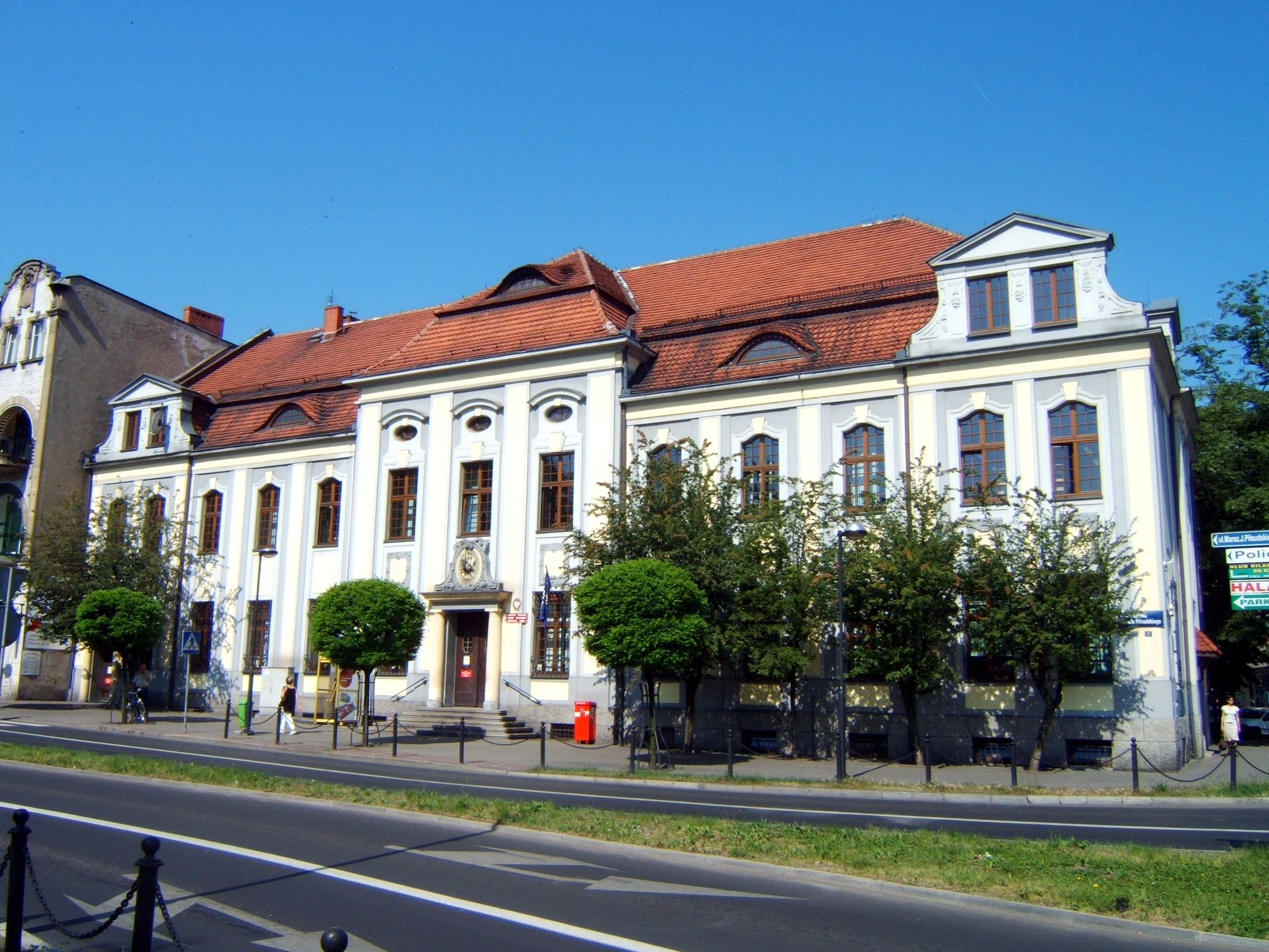
Gmach Poczty Polskiej

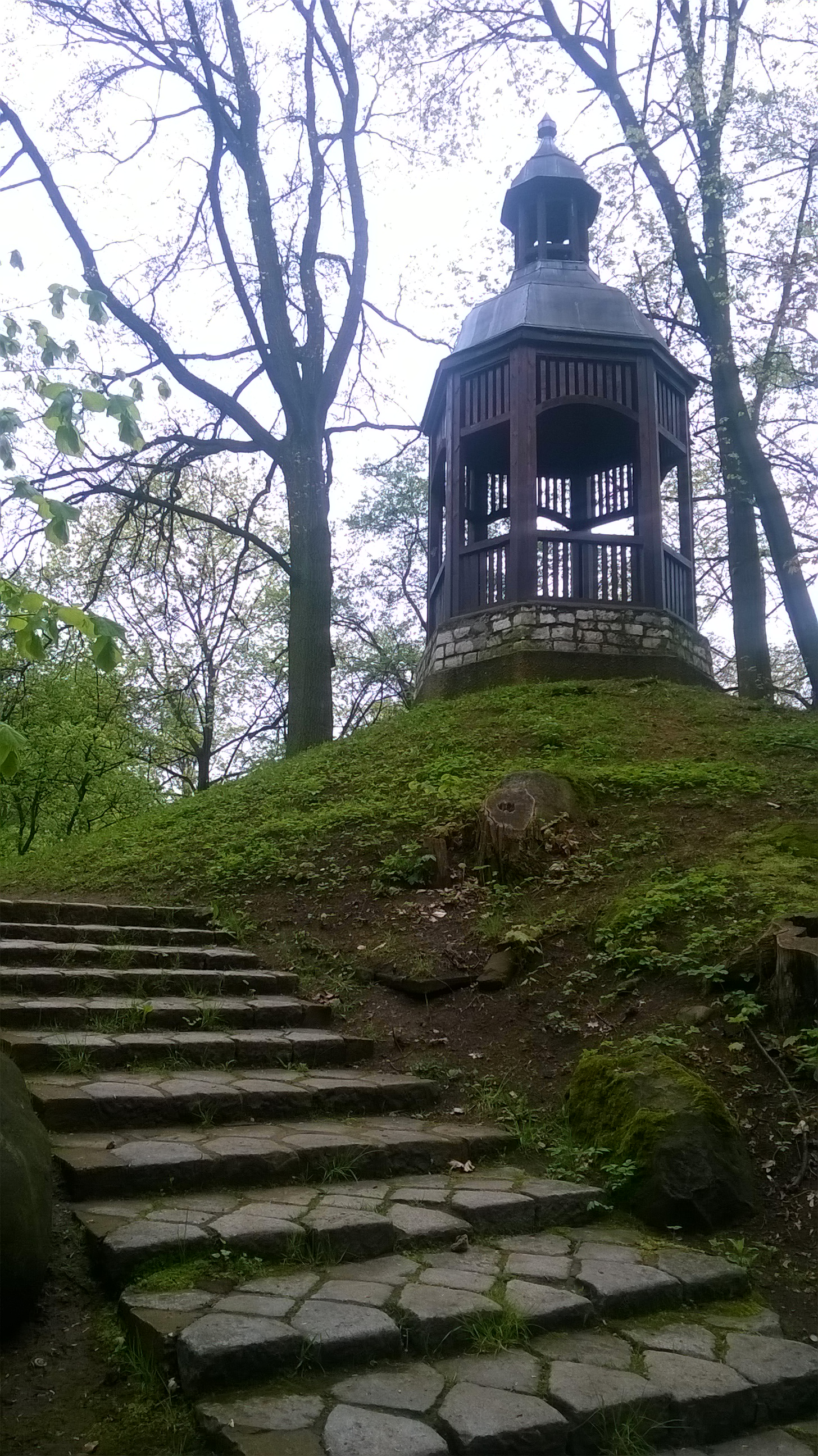
Altana na wzgórzu w Parku Miejskim

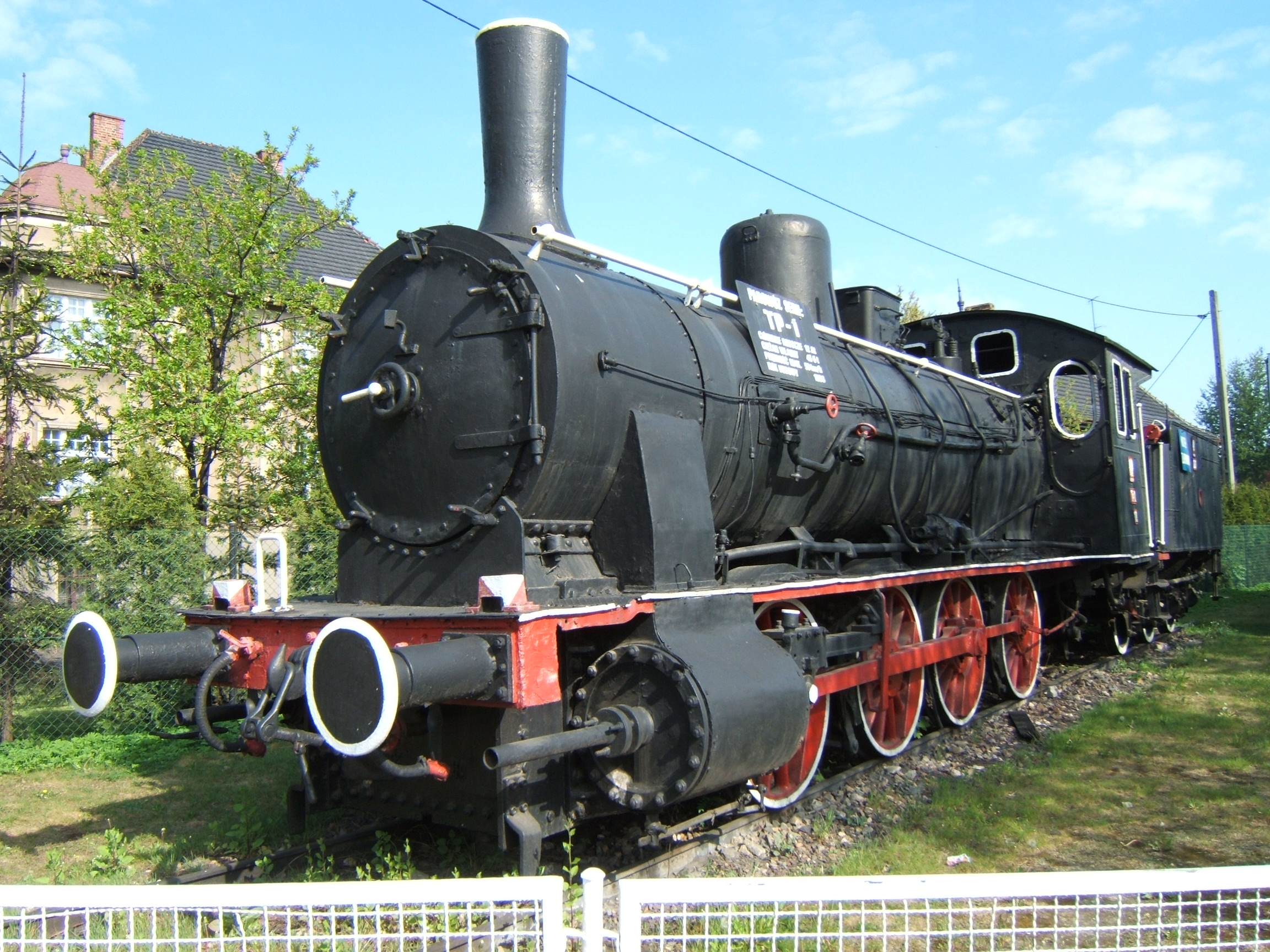
Parowóz Tp1 – pomnik stojący przy Zespole Szkół Techniczno-Usługowych

- Kopalnia rud ołowiu, srebra i cynku wraz z systemem gospodarowania wodami podziemnymi w Tarnowskich Górach
  -   Sztolnia Czarnego Pstrąga – pomnik historii, obiekt Szlaku Zabytków Techniki Województwa Śląskiego (ul. Repecka)
  -   Zabytkowa Kopalnia Srebra – pomnik historii, obiekt Szlaku Zabytków Techniki Województwa Śląskiego (ul. Szczęść Boże 81)
  - Park Miejski (ul. Wyszyńskiego)

### Inne obiekty górnicze
- Dzwonnica Gwarków (pl. Gwarków)
- rzeźby tarnogórskich gwarków

### Obiekty sakralne
- kościoły:
  - kościół Zbawiciela (Rynek 9)
  - kościół św. Apostołów Piotra i Pawła (ul. Gliwicka 14)
  - kościół św. Anny (ul. Gliwicka 30)
  - kościół św. Katarzyny (ul. Leśna 1)
  - kościół św. Marcina w Starych Tarnowicach (ul. Niedziałkowskiego 2)
  - kościół Matki Boskiej Częstochowskiej (ul. ks. Jana Rudola 7)
  - kościół Matki Boskiej Królowej Wszechświata (ul. Jagodowa 51)
  - kościół Matki Bożej Królowej Pokoju (ul. Powstańców Śląskich 2)
  - kościół Matki Sprawiedliwości i Miłości Społecznej (ul. Opatowicka 112)
  - kościół św. Mikołaja w Reptach (ul. Witosa 120)
  - kościół Najświętszego Serca Pana Jezusa i Matki Boskiej Fatimskiej (ul. Kościelna 36)
  - kościół Przemienienia Pańskiego w Bobrownikach (ul. Księdza Wiktora Sojki 3)
  - zespół klasztorny Ojców Kamilianów (ul. Bytomska 22):
    - kościół św. Jana Chrzciciela i św. Kamila
    - klasztor
    - szpital
    - park klasztorny
- kaplice:
  - kaplica w Bobrownikach (obok domu ul. Główna 21)
  - kaplica Matki Boskiej Bolesnej w Piasecznej (ul. Kombatantów / Sudecka)
- kolumna upamiętniająca synagogę, spaloną we wrześniu 1939 (ul. Królika / Szymały)

### Obiekty użyteczności publicznej
- Ratusz (Rynek 4)
- dawne starostwo powiatowe (ul. Sienkiewicza 2), obecnie Urząd Miejski
- dawna preparanda nauczycielska (ul. Opolska 28–30), obecnie I Liceum Ogólnokształcące im. Stefanii Sempołowskiej
- dawne gimnazjum realne (ul. Piłsudskiego 1), obecnie II Liceum Ogólnokształcące im. Stanisława Staszica
- Poczta Polska (ul. Piłsudskiego 12)
- Sąd Rejonowy (ul. Opolska 17)
- dawna Spółka Bracka (ul. Bytomska 6), obecnie Komenda Powiatowa Policji i Bank Spółdzielczy
- dawna willa (ul. Sienkiewicza 5), obecnie Przedszkole nr 4
- dawna poczta przy placu Żwirki i Wigury (ul. Piastowska 8), obecnie Miejski Zarząd Ulic i Mostów
- dawna szkoła górnicza (ul. Miarki 17), obecnie Zespół Szkół Gastronomiczno-Hotelarskich
- dawne seminarium nauczycielskie (ul. Opolska 26), obecnie Zespół Szkół Chemiczno-Medycznych
- dawna szkoła ewangelicka (ul. Sienkiewicza 6), obecnie nieużytkowana
- dawny szpital Spółki Brackiej (ul. Opolska 23), obecnie Centralne Biuro Konstrukcji Kotłów i Urząd Skarbowy
- dawne koszary strzelców konnych i ułanów (ul. Opolska 36), obecnie koszary 5 Pułku Chemicznego
- pozostałości koszar piechoty (ul. Kościuszki 9, ul. Mickiewicza 23–29, 41), obecnie budynki mieszkalne i usługowe oraz Starostwo Powiatowe, Wydział Geodezji (ul. Mickiewicza 41)

### Zamki i pałace
- zespół pałacowo-parkowy na Karłuszowcu z pozostałościami dawnego folwarku (wewnątrz owalu ulic Ogrodowej, Legionów, Lipowej oraz ul. Karłuszowiec)
- dawny zamek w Tarnowskich Górach (ul. Zamkowa 12), obecnie dom mieszkalny
- zamek w Starych Tarnowicach (ul. Pyskowicka 39)
- Pałac w Rybnej (ul. Powstańców Warszawskich 90)

### Kamienice i domy mieszczańskie
- Dom Cochlera (Rynek 5), najdłużej działająca w mieście apteka „Pod Aniołem” (1782–2020, obecnie sklep „Żabka”), w latach 1839–1855 pierwsza siedziba górnośląskiej szkoły górniczej założonej przez Rudolfa von Carnalla
- kamienice podcieniowe w Rynku (nr 17–18) i ul. Gliwickiej (nr 1, 3 i 5)
- Dom Sedlaczka (Rynek 1) wraz z winiarnią i restauracją „Sedlaczek” oraz Muzeum w Tarnowskich Górach (miejskim)
- zabytkowe kamienice staromiejskie przy ulicach m.in.:
  - Krakowskiej, Józefa Piłsudskiego, Henryka Sienkiewicza, Powstańców Śląskich[a][56], Karola Miarki, Piastowskiej, Legionów, Bytomskiej, Styczyńskiego, Strzeleckiej, Bondkowskiego 1
- willa Leschnitzera (ul. Sienkiewicza 1)
- zabudowa willowa ulic Bytomskiej, Miarki, Legionów i Wyszyńskiego
- Dworek Goethego (ul. Górnicza 7)

### Obiekty kolejowe
- dworzec kolejowy (ul. Częstochowska 1)
- parowóz Tp1 oraz lokomotywa spalinowa SM15 (ul. Pokoju / Styczyńskiego), obok Zespołu Szkół Techniczno-Usługowych
- parowóz Ty45-217 (ul. Fabryczna 23), przed zakładem taboru PKP
- wieża ciśnień (ul. Częstochowska 7).

## Kultura i rekreacja

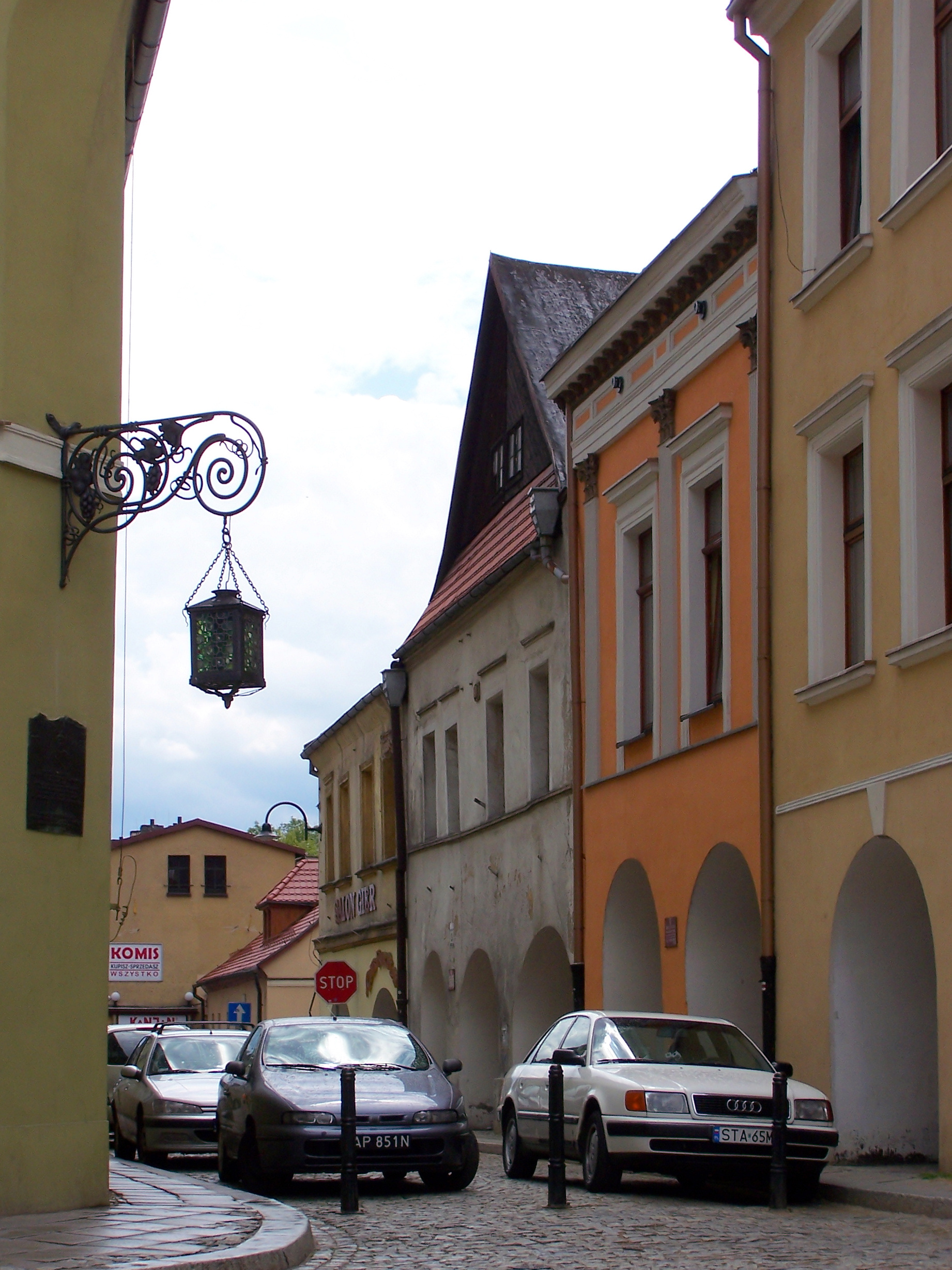
Wychodząca z Rynku ul. Gliwicka wraz z zabytkowymi kamienicami podcieniowymi

### Samorządoweinstytucje kultury[57]
- Muzeum (Rynek 1)
- Miejska Biblioteka Publiczna (ul. Zamkowa 5)
- Tarnogórskie Centrum Kultury (ul. Sobieskiego 7)
- Pałac w Rybnej (ul. Powstańców Warszawskich 90).

### Muzea
- Muzeum Instytutu Tarnogórskiego (ul. Ligonia 7)

### Biblioteki
- Pedagogiczna Biblioteka Wojewódzka im. Józefa Lompy w Katowicach, Filia w Tarnowskich Górach (ul. Opolska 59) (założona 1951, zlikwidowana 31 sierpnia 2021 roku)[58][59]

### Galerie
- „Pod i Nad” (ul. Gliwicka 1)
- „Inny Śląsk” (ul. Miarki 2)
- „Nos” w Instytucie Tarnogórskim i Muzeum (ul. Ligonia 7)
- „Foto-Melcer” (ul. Krakowska 4)
- „Alga” (ul. Przedwiośnie 8)
- „Przytyck” w Tarnogórskim Centrum Kultury (ul. Sobieskiego 7)
- „Przesiadka” na dworcu autobusowym (ul. Pokoju 1)[60]
- „Antresola” w Miejskiej Bibliotece Publicznej (ul. Zamkowa 5)[61]

### Kina
- Kino „Olbrzym” w Tarnogórskim Centrum Kultury (ul. Sobieskiego 7)
- kino plenerowe przed muszlą koncertową w Parku Miejskim

### Rekreacja i wypoczynek
- Park Wodny, Hala Sportowa i skatepark (ul. Obwodnica 8)
- Sztolnia Czarnego Pstrąga (ul. Repecka, Park Repecki)
- Zabytkowa Kopalnia Srebra (ul. Szczęść Boże 81)
- trasa turystyczna Górnośląskich Kolei Wąskotorowych (Bytom – Tarnowskie Góry – Miasteczko Śląskie)
- Towarzystwo Sportowe „Gwarek” Tarnowskie Góry (ul. Wojska Polskiego 2)
- Tarnogórski Klub Taternictwa Jaskiniowego (ul. Górnicza 7)
- korty tenisowe w Parku Miejskim (ul. Wyszyńskiego)
- boisko sportowe „Orlik” przy Zespole Szkół Techniczno-Usługowych (ul. Pokoju 14).

### Muzyka i taniec

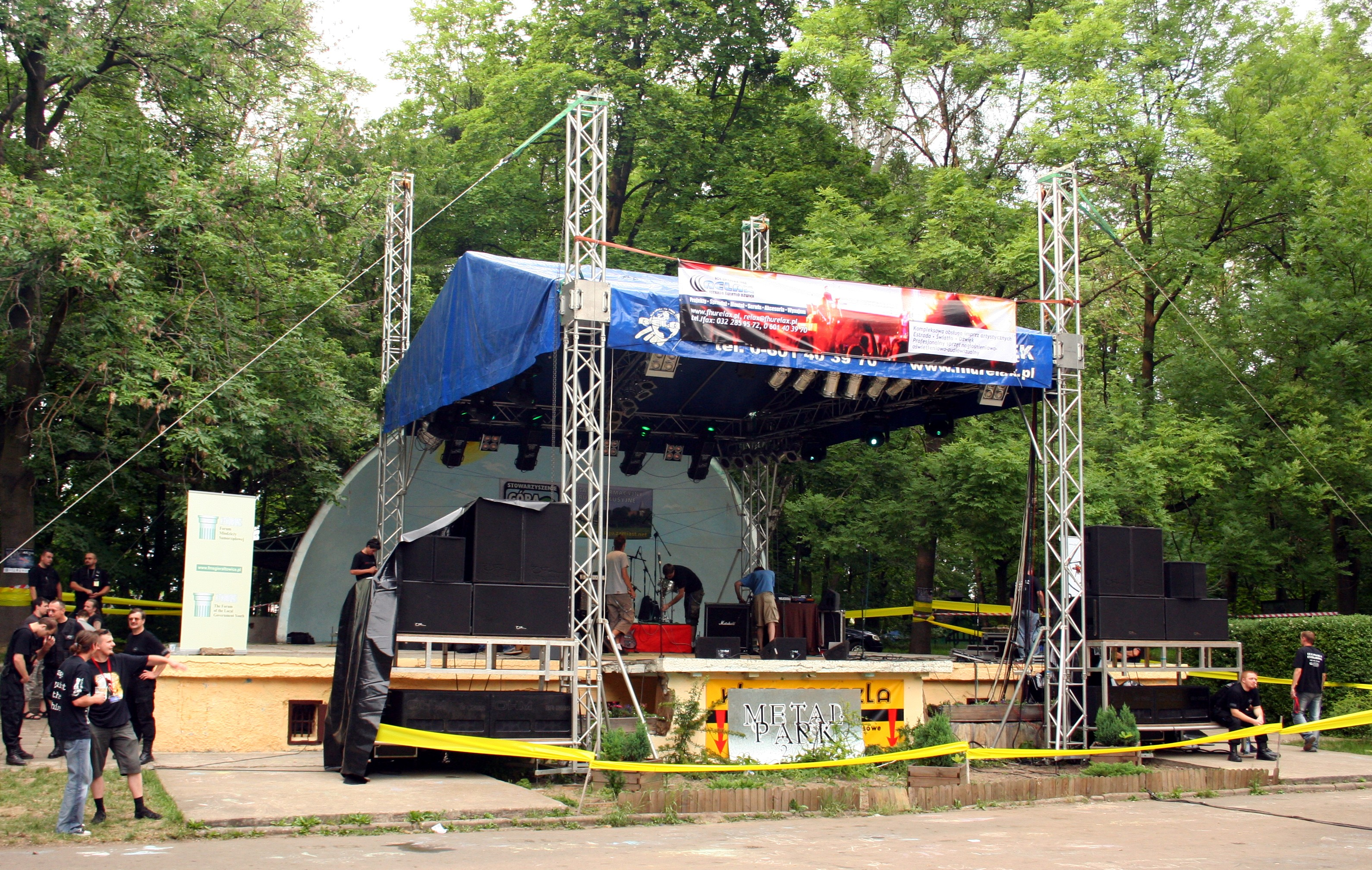
Muszla koncertowa w tarnogórskim parku miejskim

- muszla koncertowa w Parku Miejskim

- Zespół Pieśni i Tańca „Tarnogórzanie”
- Chór „Kolejarz
- Chór Mieszany „Allegro”
- Chór Mieszany „Canzona”
- Chór Męski im. Feliksa Nowowiejskiego w Reptach
- Chór Mieszany „Słowiczek”
- Chór „Schola”
- Młodzieżowy Chór Rozrywkowy „Dafne”
- Chór „Fresco”
- Grupa Tańca nowoczesnego „Tess”
- Tarnogórski Big Band
- Parafialna Kamiliańska Orkiestra Dęta
- Orkiestra młodzieżowa „Tijuana Square”
- Państwowa Szkoła Muzyczna I stopnia im. Ignacego Jana Paderewskiego, z której pochodzi kompozytor Aleksander Glinkowski[62]
- Szkoła Tańca „Mistral”
- Zespół „Clumsy Warlocks”
- Zespół „4Ys”

### Cykliczne imprezy kulturalne

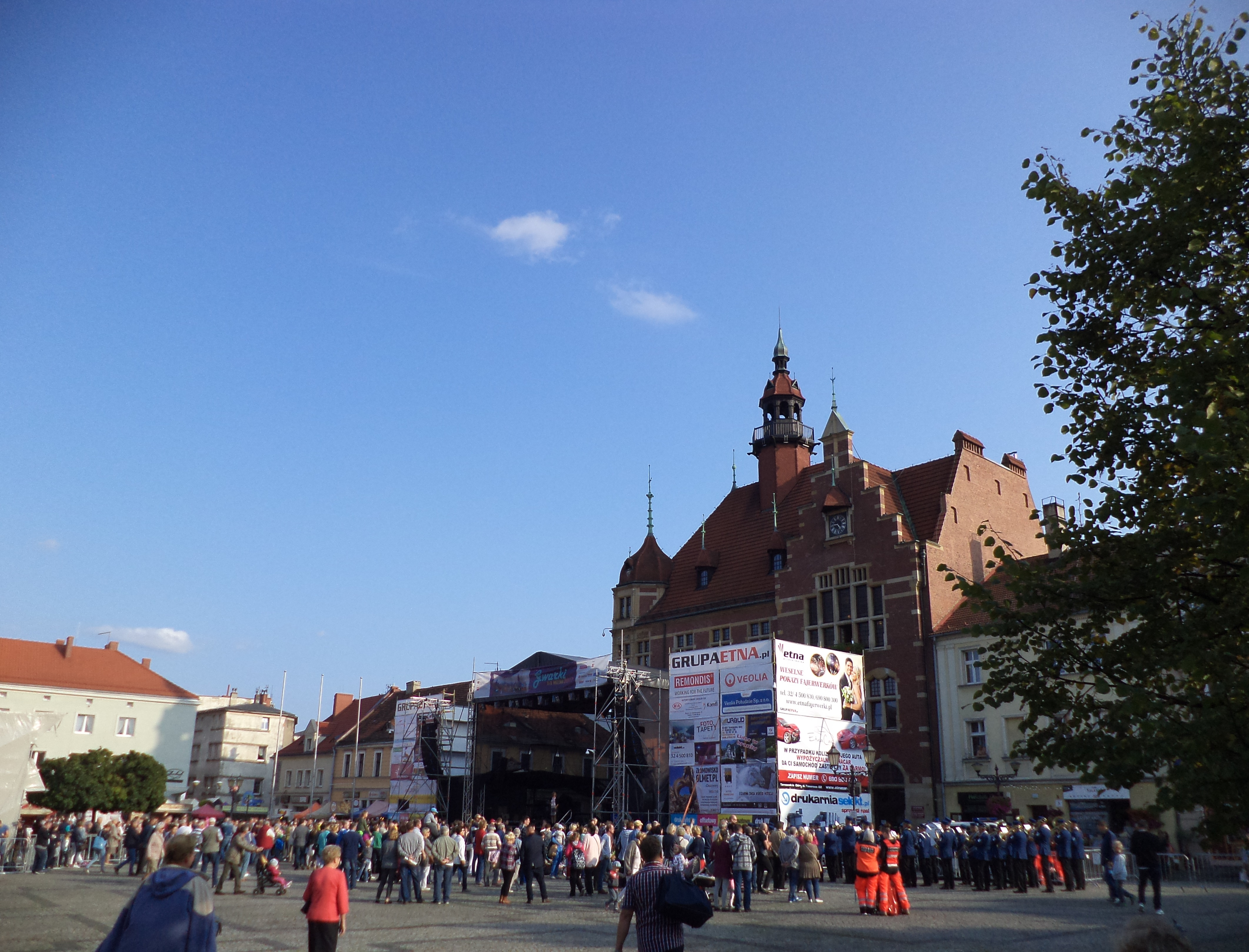
Rynek w Tarnowskich Górach podczas Gwarków 2017

- Dni Gwarków – trzy- bądź czterodniowy festyn organizowany od 1957 roku. Charakterystyczną częścią tej imprezy jest barwny pochód ulicami miasta, podczas którego przebierańcy wcielają się w historyczne lub legendarne postacie. Odbywają się we wrześniu.
- Piknik Gwarecki – organizowany przez Stowarzyszenie Miłośników Ziemi Tarnogórskiej na terenie Skansenu Maszyn Parowych i Kopalni Zabytkowej w czerwcu.
- Ogólnopolskie Warsztaty Twórcze Osób Niepełnosprawnych – trzydniowa impreza na przełomie września i października, organizowana z inicjatywy Urzędu Miasta i Zakładu Rehabilitacji Zawodowej Inwalidów dla niepełnosprawnych plastyków amatorów.
- Tarnogórskie Wieczory Muzyki Organowej i Kameralnej – cykl koncertów organowych i kameralnych odbywających się we wrześniu i w październiku w kościele ewangelicko-augsburskim.
- Dni Kultury Ulicznej
- Tarnogórskie Spotkania Jazzowe
- Teatralne PARKowanie

## Media
Tygodniki
- „Gwarek” (ISSN 0209-0368), od 1957 roku (wydaje Wydawnicza Spółdzielnia Pracy „Gwarek Śląski”), ukazuje się we wtorki[63],
- „Dziennik Zachodni. Bytom Piekary Śląskie Tarnowskie Góry” (ISSN 1507-9767), cotygodniowy dodatek do Dziennika Zachodniego, od 1999 roku, ukazuje się w piątki.

Miesięczniki
- „Informator Spółdzielczy”, od 2001 roku (wydaje Spółdzielnia Mieszkaniowa „Gwarek”), rozprowadzany wśród członków i mieszkańców zasobów spółdzielni.

Kwartalniki
- „Montes Tarnovicensis” (ISSN 1640-0216), od 2000 roku (wydaje Oficyna Monos), ukazuje się na Wielkanoc, początek wakacji, „Gwarki” i Boże Narodzenie[64].

Wydawnictwa ciągłe
ukazujące się nieregularnie:
- „Zeszyty Tarnogórskie” (ISSN 0860-3693), od 1986 roku (wydaje Instytut Tarnogórski i Muzeum)[65],
- „Studia Nad Dawnym Wojskiem, Bronią i Barwą” (ISSN 1231-1707), od 1993 roku (wydaje Instytut Tarnogórski i Muzeum)[65],
- „Tarnogórski Rocznik Muzealny” (ISSN 2544-543X), od 2003 roku (wydaje Muzeum Instytutu Tarnogórskiego)[65],
- „Rocznik Muzeum w Tarnowskich Górach” (ISSN 1897-9378), od 2006 roku (wydaje Muzeum w Tarnowskich Górach)[66],
- „Silesian Natural History Monographs” (ISSN 2082-324X), od 2010 roku (wydaje Instytut Tarnogórski i Muzeum)[65].

Media elektroniczne
- tg.net.pl – portal powiatu tarnogórskiego, istnieje od 1999 roku, zarejestrowany tytuł prasowy
- tarnowskiegory.info - serwis powiązany z magazynem ŚLĄZAG
- TarnowskieGory24.Info –  istnieje od 2012 roku, zarejestrowany tytuł prasowy
- TG Stacja – Telewizja z Miasta Gwarków, istnieje od czerwca 2013 roku[67].

Wydawnictwa
- Wydawnictwo Instytutu Tarnogórskiego, istnieje od 1993 roku,
- Wydawnictwo św. Macieja Apostoła, istnieje od 2009 roku.

## Edukacja i nauka

### Historia

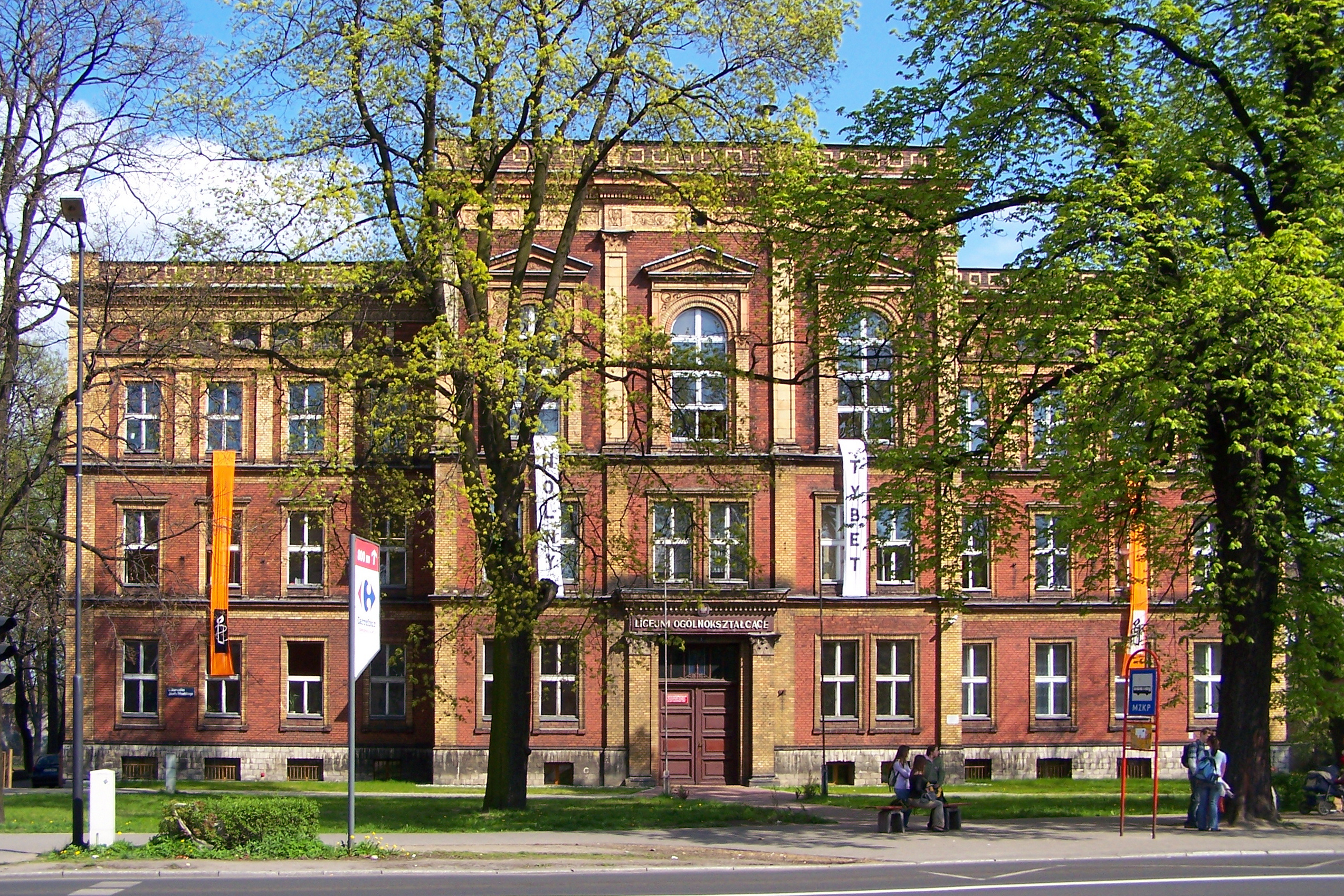
II Liceum Ogólnokształcące im. Stanisława Staszica

Pierwszą znaną ze źródeł historycznych placówką edukacyjną w Tarnowskich Górach była założona w 1531 protestancka szkoła kształcąca w języku polskim i niemieckim. W okresie kontrreformacji w przekształcono ją w szkołę katolicką (formalnie w 1629), która rozpoczęła regularne nauczanie dopiero w 1666. W latach 1713–1756 Jezuici dodatkowo prowadzili w mieście progimnazjum. Po przejęciu Śląska przez Prusy w Tarnowskich Górach ponownie otwarto szkołę protestancką (1754) i odtąd w mieście działały szkoły obu wyznań, a od 1846 również szkoła żydowska. W latach 1803–1933 funkcjonowała szkoła górnicza, która była pierwszą średnią szkołą zawodową w Tarnowskich Górach. W 1870 otwarto Szkołę Realną, późniejsze Królewskie Gimnazjum Realne (niem. Königliches Realgymnasium zu Tarnowitz) – pierwszą w mieście średnią szkołę ogólnokształcącą. Szczególnie w okresie międzywojennym miasto słynęło z dobrze rozwiniętego szkolnictwa (Państwowe Gimnazjum Męskie, Państwowe Gimnazjum Żeńskie, zespół szkół powszechnych przy ul. Parkowej, Seminarium Nauczycielskie, „Szkoła Raciborzanek”).

### Współczesność

#### Żłobki, przedszkola, szkoły podstawowe i średnie
W Tarnowskich Górach obecnie działa 1 żłobek publiczny, 14 przedszkoli publicznych, 8 publicznych szkół podstawowych (nr 3, 5, 8, 9, 10, 11, 13, 15) i 4 zespoły szkolno-przedszkolne, prowadzone przez samorząd miejski. W mieście istnieje też 9 zespołów szkół o charakterze zawodowym: budowlanym, ekonomicznym, gastronomicznym, hotelarskim, mechanicznym, elektronicznym, odzieżowym, medycznym, kolejowym oraz chemicznym. Młodzież ma też możliwość pobierania nauki w 6 liceach ogólnokształcących (I L.O. im. Stefanii Sempołowskiej, II L.O. im. Stanisława Staszica, IV L.O. w Zespole Szkół Technicznych i Ogólnokształcących, VI Liceum Ogólnokształcącym z wojskowością, Zespole Szkół Chemiczno-Medycznych i Ogólnokształcących im. M. Skłodowskiej-Curie, Salezjańskim Ośrodku Szkolno-Wychowawczym) i Centrum Kształcenia Ustawicznego. Ponadto w mieście jest też Państwowa Szkoła Muzyczna I stopnia oraz Specjalny Ośrodek Szkolno-Wychowawczy.

#### Szkoły wyższe i nauka
Od 2003 funkcjonuje w Tarnowskich Górach uczelnia – Filia Wyższej Szkoły Zarządzania i Administracji w Opolu z miejscowym Wydziałem Nauk Społecznych.
W 1993 powstał Instytut Tarnogórski – Placówka Naukowo-Badawcza (z 3 zakładami badawczymi), który od 1999 funkcjonuje w strukturze stowarzyszenia naukowego Instytut Tarnogórski i Muzeum.

## Szlaki turystyczne
- Szlak Husarii Polskiej: Będzin – Kozłowa Góra – Orzech – Nakło Śląskie – Tarnowskie Góry Rynek – Repty Stare – Wieszowa – Zabrze – Gliwice – Pilchowice – Rudy – Rezerwat Łężczok – Racibórz – Krzanowice. Długość trasy: 156 km.
- Szlak Stulecia Turystyki: Rybnik – Bojszów – Pławniowice – Ligota Toszecka – Rezerwat Płużnica – Rezerwat Hubert – Wielowieś – Tworóg – Brynek – Hanusek – Boruszowice – Pniowiec – Miasteczko Śląskie – Miasteczko Śląskie Rynek – Nakło-Chechło – Tarnowskie Góry. Długość trasy: 138 km.
- Szlak Powstańców Śląskich: Bytom – Piekary Śląskie – Radzionków – Segiet ( skrzyżowanie ze szlakiem czarnym) – Repty – Sztolnia Czarnego Pstrąga ( skrzyżowanie ze szlakiem żółtym) – Wilkowice – Zbrosławice-Kępczowice – Góra Świętej Anny – Sierakowice – Gliwice. Długość trasy: 192 km.
- Szlak Gwarków: Sztolnia Czarnego Pstrąga – Stare Tarnowice Kościół – Tarnowskie Góry Rynek – Tarnowskie Góry PKP – Lasowice – Nakło-Chechło – Żyglin Kościół – Mieczysko-Leśniczówka – Kolonia Woźnicka. Długość trasy: 27 km.
- Szlak Segiecki: Segiet – Zabytkowa Kopalnia Srebra – Tarnowskie Góry Rynek – Tarnowskie Góry PKP – Puferki – Pniowiec. Długość trasy: 12 km.
- Srebrny Szlak: Tarnowskie Góry Dworzec – Tarnowskie Góry Krakowska – Tarnowskie Góry Rynek – Tarnowskie Góry Dworek Goethego – Tarnowskie Góry Górnicza/Legionów – Park Piny – Park Kunszt – Segiet – Zabytkowa Kopalnia Srebra. Długość trasy: 10,6 km[70].
- część Drogi św. Jakuba Via Regia; prowadzi przez dzielnicę Repty Śląskie: kościół św. Mikołaja – Źródełko Młodości – Park w Reptach – Sztolnia Czarnego Pstrąga – kasztan jadalny (pomnik przyrody). Długość trasy (w granicach Tarnowskich Gór): 12 km[71].

## Kościoły i związki wyznaniowe

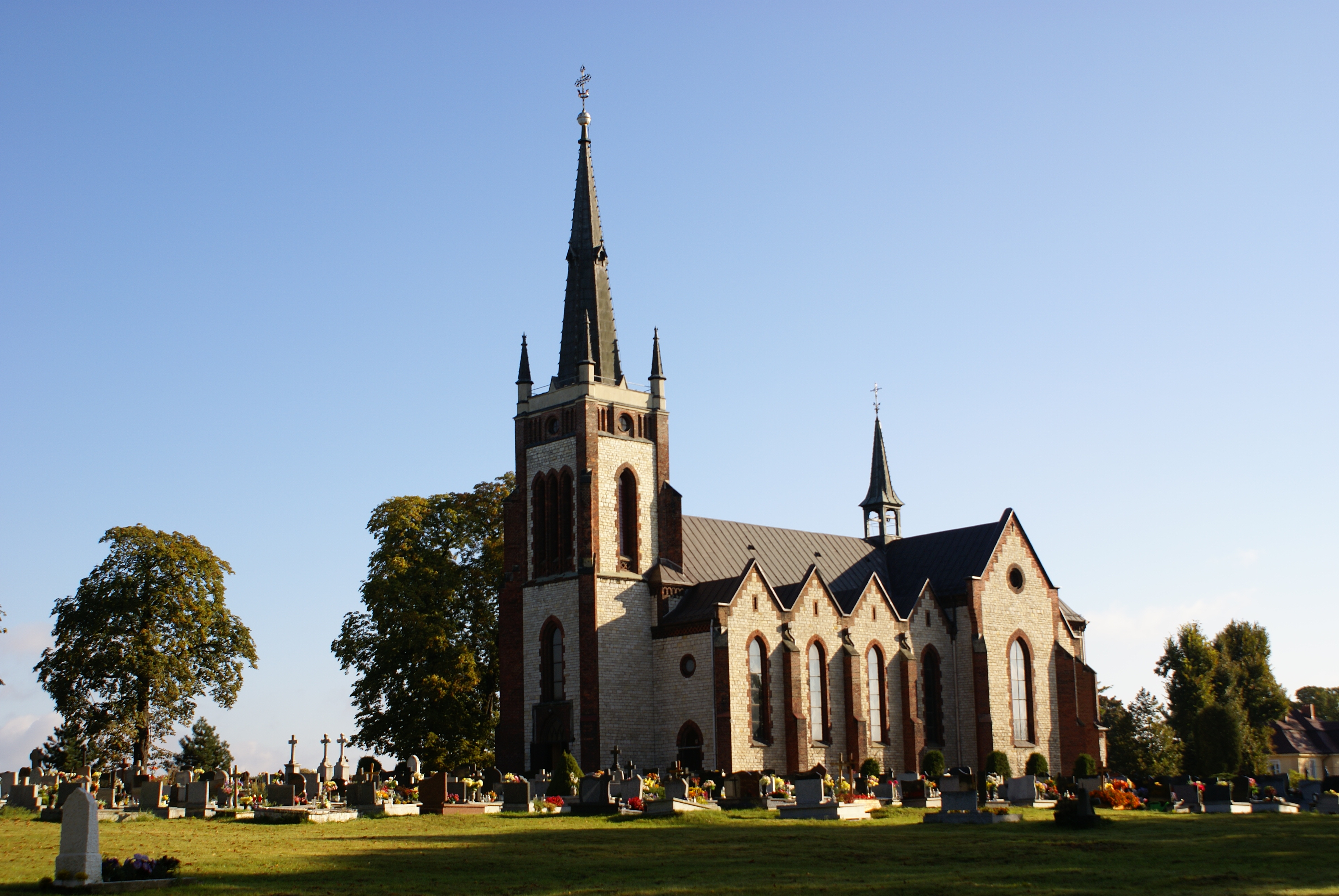
Zabytkowy kościół św. Mikołaja w Reptach Śląskich

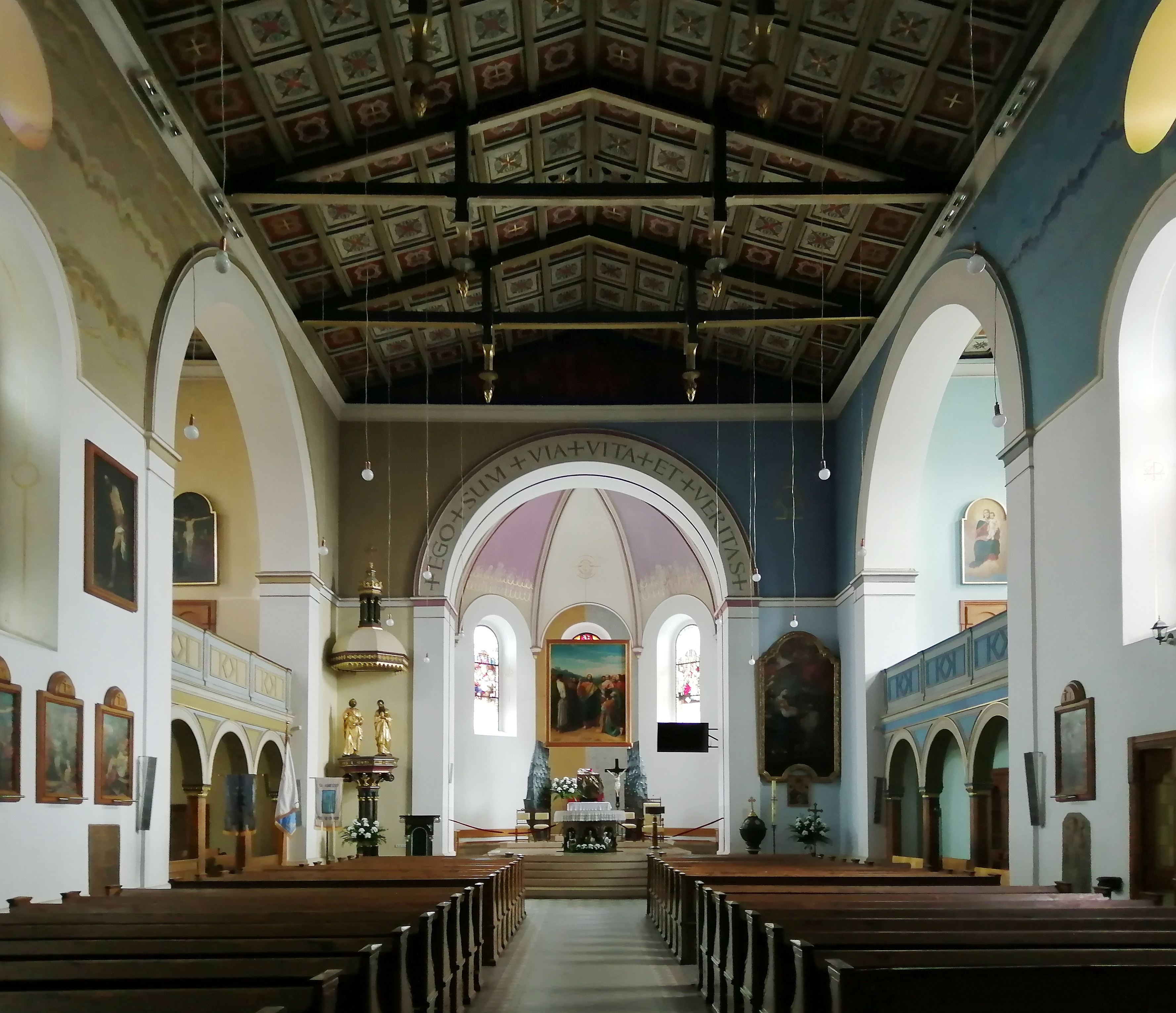
Wnętrze kościoła Świętych Apostołów Piotra i Pawła

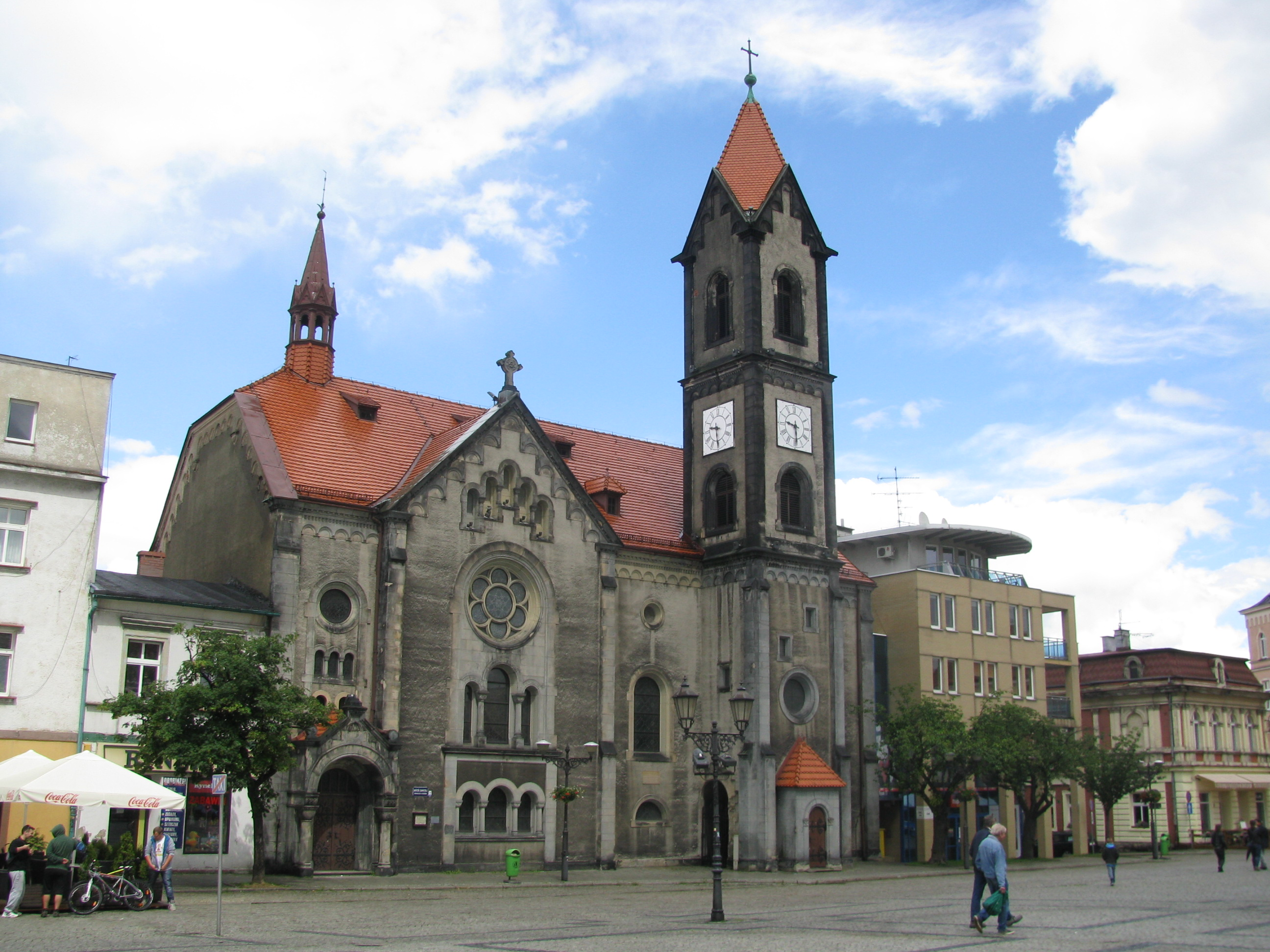
Kościół ewangelicki Zbawiciela

### Katolicyzm
- Kościół rzymskokatolicki:
  - Parafia św. Piotra i Pawła[72]
  - Parafia św. Anny[72]
  - Parafia MB Królowej Pokoju[72]
  - Parafia św. Józefa Robotnika[72]
  - Parafia św. Marcina Biskupa i Wyznawcy w Starych Tarnowicach[72]
  - Parafia Matki Boskiej Piekarskiej-Matki Sprawiedliwości i Miłości Społecznej w Opatowicach[72]
  - Parafia św. Mikołaja w Reptach Śląskich[72]
  - Parafia Przemienienia Pańskiego w Bobrownikach Śląskich[73]
  - Parafia Matki Boskiej Uzdrowienie Chorych na Osadzie Jana[72]
  - Parafia św. Katarzyny w Lasowicach[73]
  - Parafia Matki Boskiej Częstochowskiej w Sowicach[73]
  - Parafia Najświętszego Serca Pana Jezusa i Matki Bożej Fatimskiej w Strzybnicy[72]
  - Parafia Matki Boskiej Królowej Wszechświata w Pniowcu[72]

### Starokatolicyzm
- Katolicki Kościół Narodowy w Polsce:
  - Parafia św. Jana Vianeya w Tarnowskich Górach[74]
- Kościół Starokatolicki Mariawitów w RP:
  - Wierni należą do parafii św. Marii Magdaleny w Gniazdowie.

### Kościoły protestanckie
- Chrześcijańska Wspólnota Ewangeliczna:
  - Chrześcijańska Wspólnota Ewangeliczna „Nowe Narodzenie” w Tarnowskich Górach[75]
- Kościół Adwentystów Dnia Siódmego w Polsce:
  - zbór w Tarnowskich Górach[76].
- Kościół Chrześcijan Baptystów:
  - zbór w Tarnowskich Górach[77]
- Kościół Ewangelicko-Augsburski w RP:
  - parafia w Tarnowskich Górach[78]
- Mesjańskie Zbory Boże (Dnia Siódmego):
  - punkt misyjny w Tarnowskich Górach podległy zborowi w Bytomiu[79]
- Polski Ewangeliczny Kościół Braterski w Tarnowskich Górach[80]
- Zbór Kościoła Zmartwychwstałego w Tarnowskich Górach[81]

### Restoracjonizm
- Świadkowie Jehowy:
  - zbór Tarnowskie Góry-Południe[82]
  - zbór Tarnowskie Góry-Zachód – Sala Królestwa[82].

## Sport

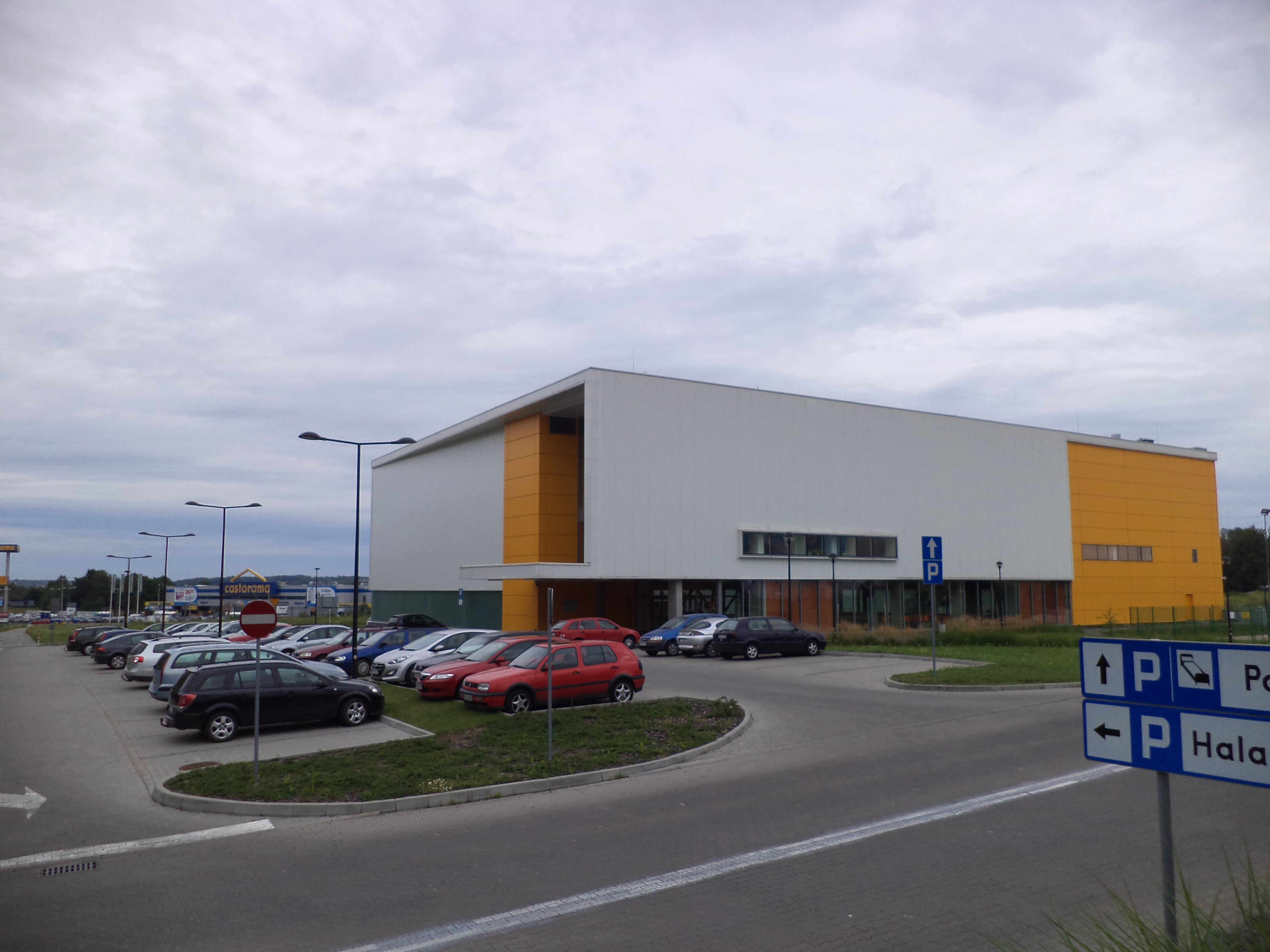
Hala sportowa w Tarnowskich Górach

| Nazwa klubu                                    | Sekcje sportowe |
| ---------------------------------------------- | --- |
| UKS Gwiazda Tarnowskie Góry                    | siatkówka |
| UKS Unia Strzybnica                            | piłka nożna, judo |
| UKS Judo Ahinsa Tarnowskie Góry                | judo |
| TS Gwarek Tarnowskie Góry                      | piłka nożna |
| TS Tarnowiczanka Stare Tarnowice               | piłka nożna |
| Klub Sportowy „ZGODA-Repty” Repty Śląskie      | piłka nożna |
| Górnik Bobrowniki Śląskie                      | piłka nożna |
| Iskra Lasowice                                 | piłka nożna |
| UKS „Dwójka” Judo Tarnowskie Góry              | judo |
| Kolejowy Ośrodek Rekreacji i Sportu „Śląsk”    | podnoszenie ciężarów, kajakarstwo, kulturystyka i piłka nożna                                                                                     |
| Międzyszkolny Klub Sportowy „Skarbek”          | piłka ręczna kobiet, tenis stołowy mężczyzn i kobiet                                                                                              |
| Tarnogórski Klub Taternictwa Jaskiniowego PTTK | taternictwo |
| Automobilklub Tarnogórski                      | bezpieczeństwo ruchu drog., karting, turystyka motocyklowa i karawaning, pojazdy zabytkowe i motocykle, turystyka motorowa osób niepełnosprawnych |
| Polski Związek Wędkarski Koło nr 72 „Zamet”    | wędkarstwo |
| Uczniowski Klub Hokeja na Trawie „Ósemka”      | hokej |
| Integracyjny Klub Szachowy „Tęcza”             | szachy |
| SS Strzybniczanka Tarnowskie Góry              | szachy |
| Koszykarski Klub Sportowy Tarnowskie Góry      | koszykówka |

## Honorowi obywatele Tarnowskich Gór

### Tytuły nadane do 1922 roku
- 1916 – feldmarszałek Paul von Hindenburg – za zwycięstwo nad wojskami rosyjskimi w 1914 roku[84][85],

### Tytuły nadane w latach 1945–1989
- 1988 (lub 1989) – Janusz Głowacki, dyrektor generalny Polskich Kolei Państwowych[86],

### Tytuły nadane od 1990 roku

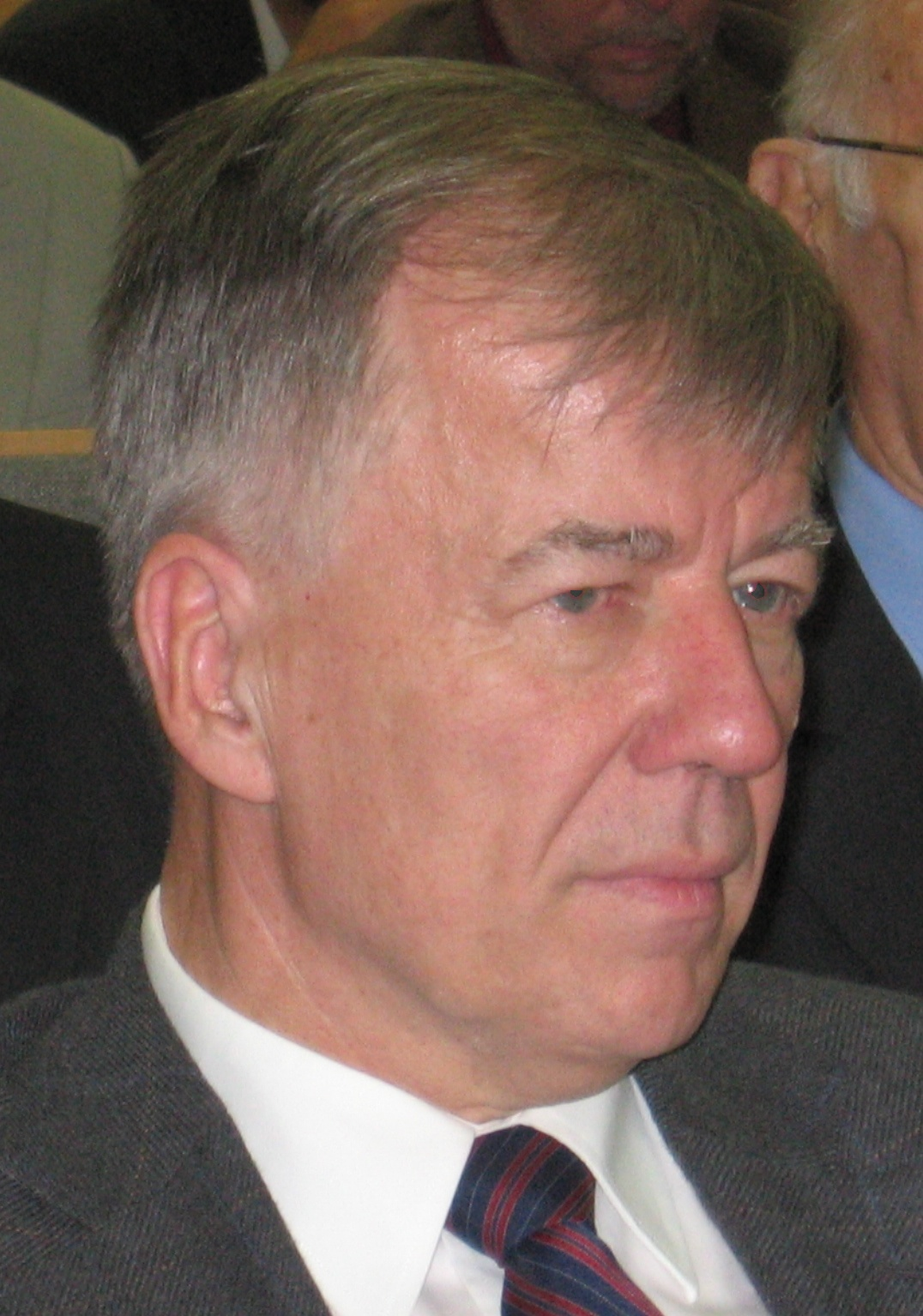
Prof. Jan Miodek – honorowy obywatel Tarnowskich Gór

W III Rzeczypospolitej nadawany przez Radę Miejską tytuł Honorowego Obywatela Miasta Tarnowskie Góry otrzymało do tej pory 20 osób:
- 1992 – prof. Jan Miodek – za popularyzowanie wartości kulturalnych Ziemi Gwarków oraz podnoszenie prestiżu Tarnowskich Gór,
- 1993 – płk Bernard Drzyzga – za zasługi na ziemi ojczystej dokonane czynem żołnierza, patrioty i dowódcy Armii Krajowej,
- 1996 – prof. Bożena Hager-Małecka – za zasługi w ratowaniu zdrowia śląskich dzieci,
- 1999 – Bolesław Lubosz – za zasługi w twórczości literackiej upowszechniającej m.in. historię i tradycje Tarnowskich Gór oraz aktywność kulturotwórczą,
- 2000 – Maria Pańczyk-Pozdziej – za działalność na rzecz popularyzacji śląskich tradycji, gwary i kultury,
- 2003 – ks. Jan Twardowski – za twórczość literacką, dzięki której zaglądamy w głąb własnej duszy i znajdujemy odpowiedź na pytania o nas samych,
- 2003 – ks. dr Gustaw Klapuch – za osiągnięcia w dziedzinie praw człowieka w oparciu o moralność chrześcijańską, teologii i działalności społecznej,
- 2003 – Joachim Janik – za osiągnięcia w dziedzinie prawa karnego w czasie wieloletniego pełnienia funkcji prezesa Sądu Okręgowego w Opolu, wiceprezesa Krajowej Rady Sądownictwa, doradcy ministra sprawiedliwości i wykładowcy Uniwersytetu Opolskiego,
- 2005 – ks. prof. Remigiusz Sobański – za osiągnięcia w dziedzinie prawa kanonicznego,
- 2005 – Raymond Wawzyniak – za działalność na rzecz współpracy partnerskiej pomiędzy Méricourt a Tarnowskimi Górami,
- 2005 – ks. prałat Stefan Wylężek – za wkład w krzewienie kultury chrześcijańskiej,
- 2006 – Leandre Letoquart – za działalność na rzecz współpracy partnerskiej pomiędzy Méricourt a Tarnowskimi Górami,
- 2006 – Piotr Guzy – za wybitny poziom twórczości literackiej oraz promowanie w niej miasta Tarnowskie Góry,
- 2007 – prof. Andrzej Kwolek – za całokształt działalności naukowej, dydaktycznej i społecznej w dziedzinie rehabilitacji medycznej,
- 2007 – książę dr Guidotto Henckel von Donnersmarck – za zasługi rodu Henckel von Donnersmarck dla rozwoju miasta i regionu,
- 2011 – prof. Zygmunt Pejsak – za upór i konsekwentne dążenie do celu w nauce służącej międzynarodowej społeczności,
- 2011 – Stanisław Hager – architekt, urbanista i wykładowca akademicki, którego prace są znane w kraju i na świecie,
- 2016 – ks. bp Adam Wodarczyk – w uznaniu jego dotychczasowych dokonań w działalności duszpasterskiej i naukowej oraz w podzięce za promowanie Tarnowskich Gór,
- 2017 – Barry Gamble – w uznaniu zasług na rzecz miasta, dzięki którym tarnogórskie podziemia trwale zapisują się w historii ludzkości poprzez wpis na Listę światowego dziedzictwa UNESCO
- 2017 – Katarzyna Piotrowska – przedstawiciel dyrektora Narodowego Instytutu Dziedzictwa ds. wdrażania konwencji UNESCO i szefowa Działu Polityki Dziedzictwa, przyjaciel miasta i współautorka wpisu zabytków Tarnowskich Gór na Listę światowego dziedzictwa UNESCO